# ATP Challenger Tour 2022
ATP Challenger Tour 2022 este circuitul secundar profesionist de tenis organizat de ATP. Calendarul ATP Challenger Tour 2022 cuprinde 184 de turnee cu premii în bani cuprinse între 37.520 USD și 159.360 USD. Este cea de-a 45-a ediție a ciclului de turnee Challenger și a 14-a sub numele de Challenger Tour.

## Lista cronologică a turneelor
Acesta este programul complet al evenimentelor din calendarul 2022, cu progresia jucătorilor documentată din etapa sferturilor de finală.

### Ianuarie
| Săptă mâna  | Turneu                                                                                     | Campioni                                                | Finaliști                                  | Semifinaliști                                | Sfert-finaliști                                                                 |
| ----------- | ------------------------------------------------------------------------------------------ | ------------------------------------------------------- | ------------------------------------------ | -------------------------------------------- | ------------------------------------------------------------------------------- |
| 3 ianuarie  | Bendigo International Bendigo, Australia Challenger 80 – Dură – 48S/16Q/16D                | Ernesto Escobedo 5–7, 6–3, 7–5                          | Enzo Couacaud                              | Franco Agamenone Salvatore Caruso            | Dmitry Popko Quentin Halys Hugo Grenier Vít Kopřiva                             |
| 3 ianuarie  | Bendigo International Bendigo, Australia Challenger 80 – Dură – 48S/16Q/16D                | Ruben Bemelmans Daniel Masur 7–6(7–2), 6–4              | Enzo Couacaud Blaž Rola                    | Franco Agamenone Salvatore Caruso            | Dmitry Popko Quentin Halys Hugo Grenier Vít Kopřiva                             |
| 3 ianuarie  | Traralgon International Traralgon, Australia Challenger 80 – Dură – 48S/16Q/16D            | Tomáš Macháč 7–6(7–2), 6–3                              | Bjorn Fratangelo                           | Jesper de Jong Mitchell Krueger              | Gilles Simon Mikhail Kukushkin Nino Serdarušić Jiří Lehečka                     |
| 3 ianuarie  | Traralgon International Traralgon, Australia Challenger 80 – Dură – 48S/16Q/16D            | Manuel Guinard Zdeněk Kolář 6–3, 6–4                    | Marc-Andrea Hüsler Dominic Stricker        | Jesper de Jong Mitchell Krueger              | Gilles Simon Mikhail Kukushkin Nino Serdarušić Jiří Lehečka                     |
| 3 ianuarie  | Challenger de Tigre Tigre, Argentina Challenger 50 – Zgură – 32S/24Q/16D                   | Santiago Rodríguez Taverna 6–4, 6–2                     | Facundo Díaz Acosta                        | Murkel Dellien Gonzalo Lama                  | Román Andrés Burruchaga Gonzalo Villanueva José Pereira Hernán Casanova         |
| 3 ianuarie  | Challenger de Tigre Tigre, Argentina Challenger 50 – Zgură – 32S/24Q/16D                   | Conner Huertas del Pino Mats Rosenkranz 5–6 ret.        | Matías Franco Descotte Facundo Díaz Acosta | Murkel Dellien Gonzalo Lama                  | Román Andrés Burruchaga Gonzalo Villanueva José Pereira Hernán Casanova         |
| 3 ianuarie  | Città di Forlì Forlì, Italia Challenger 50 – Dură – 32S/24Q/16D                            | Luca Nardi 6–3, 6–1                                     | Mukund Sasikumar                           | Zsombor Piros Cedrik-Marcel Stebe            | Jay Clarke Elliot Benchetrit Christian Harrison Luca Potenza                    |
| 3 ianuarie  | Città di Forlì Forlì, Italia Challenger 50 – Dură – 32S/24Q/16D                            | Marco Bortolotti Arjun Kadhe 7–6(7–5), 6–2              | Michael Geerts Alexander Ritschard         | Zsombor Piros Cedrik-Marcel Stebe            | Jay Clarke Elliot Benchetrit Christian Harrison Luca Potenza                    |
| 10 ianuarie | Città di Forlì II Forlì, Italia Challenger 80 – Dură – 32S/24Q/16D                         | Jack Draper 6–3, 6–0                                    | Jay Clarke                                 | Zsombor Piros Adrian Andreev                 | Vasek Pospisil Alexander Ritschard Paul Jubb Evan Furness                       |
| 10 ianuarie | Città di Forlì II Forlì, Italia Challenger 80 – Dură – 32S/24Q/16D                         | Sadio Doumbia Fabien Reboul 6–2, 6–3                    | Nicolás Mejía Alexander Ritschard          | Zsombor Piros Adrian Andreev                 | Vasek Pospisil Alexander Ritschard Paul Jubb Evan Furness                       |
| 10 ianuarie | Aberto Santa Catarina de Tenis Blumenau, Brazilia Challenger 50 – Zgură – 32S/24Q/16D      | Igor Marcondes 3–6, 7–5, 6–1                            | Juan Bautista Torres                       | Genaro Alberto Olivieri Juan Pablo Paz       | Nicolas Moreno de Alboran Facundo Juárez Gonzalo Villanueva Facundo Díaz Acosta |
| 10 ianuarie | Aberto Santa Catarina de Tenis Blumenau, Brazilia Challenger 50 – Zgură – 32S/24Q/16D      | Boris Arias Federico Zeballos 7–6(7–3), 6–1             | Diego Hidalgo Cristian Rodríguez           | Genaro Alberto Olivieri Juan Pablo Paz       | Nicolas Moreno de Alboran Facundo Juárez Gonzalo Villanueva Facundo Díaz Acosta |
| 17 ianuarie | Città di Forlì III Forlì, Italy Challenger 80 – Dură – 32S/24Q/16D                         | Pavel Kotov 7–5, 6–7(5–7), 6–3                          | Quentin Halys                              | Frederico Ferreira Silva Cedrik-Marcel Stebe | Vasek Pospisil Lukáš Rosol Franco Agamenone Gian Marco Moroni                   |
| 17 ianuarie | Città di Forlì III Forlì, Italy Challenger 80 – Dură – 32S/24Q/16D                         | Victor Vlad Cornea Fabian Fallert 6–4, 6–7(6–8), [10–7] | Jonáš Forejtek Jelle Sels                  | Frederico Ferreira Silva Cedrik-Marcel Stebe | Vasek Pospisil Lukáš Rosol Franco Agamenone Gian Marco Moroni                   |
| 17 ianuarie | Challenger Concepción Concepción, Chile Challenger 80 – Zgură – 32S/24Q/16D                | Daniel Elahi Galán 6–1, 3–6, 6–3                        | Santiago Rodríguez Taverna                 | Hugo Dellien Gonzalo Lama                    | Pedro Sakamoto Camilo Ugo Carabelli Francisco Cerúndolo Facundo Mena            |
| 17 ianuarie | Challenger Concepción Concepción, Chile Challenger 80 – Zgură – 32S/24Q/16D                | Diego Hidalgo Cristian Rodríguez 6–2, 6–0               | Francisco Cerúndolo Camilo Ugo Carabelli   | Hugo Dellien Gonzalo Lama                    | Pedro Sakamoto Camilo Ugo Carabelli Francisco Cerúndolo Facundo Mena            |
| 24 ianuarie | Open Quimper Bretagne Quimper, Franța Challenger 80 – Dură – 32S/24Q/16D                   | Vasek Pospisil 6–4, 3–6, 6–1                            | Grégoire Barrère                           | Dennis Novak Hiroki Moriya                   | Andrey Kuznetsov João Sousa Tim van Rijthoven Alexandre Müller                  |
| 24 ianuarie | Open Quimper Bretagne Quimper, Franța Challenger 80 – Dură – 32S/24Q/16D                   | Albano Olivetti David Vega Hernández 3–6, 6–4, [10–8]   | Sander Arends David Pel                    | Dennis Novak Hiroki Moriya                   | Andrey Kuznetsov João Sousa Tim van Rijthoven Alexandre Müller                  |
| 24 ianuarie | Columbus Challenger Columbus, Statele Unite Challenger 80 – Dură – 32S/24Q/16D             | Yoshihito Nishioka 6–2, 6–4                             | Dominic Stricker                           | Jenson Brooksby Jurij Rodionov               | Ernesto Escobedo Emilio Gómez Mikael Torpegaard Jack Sock                       |
| 24 ianuarie | Columbus Challenger Columbus, Statele Unite Challenger 80 – Dură – 32S/24Q/16D             | Tennys Sandgren Mikael Torpegaard 5–7, 6–4, [10–5]      | Luca Margaroli Yasutaka Uchiyama           | Jenson Brooksby Jurij Rodionov               | Ernesto Escobedo Emilio Gómez Mikael Torpegaard Jack Sock                       |
| 24 ianuarie | Santa Cruz Challenger Santa Cruz de la Sierra, Bolivia Challenger 80 – Zgură – 32S/24Q/16D | Francisco Cerúndolo 6–4, 6–3                            | Camilo Ugo Carabelli                       | Hugo Dellien Pedro Cachín                    | Nicolás Álvarez Nicolas Moreno de Alboran Murkel Dellien Fernando Verdasco      |
| 24 ianuarie | Santa Cruz Challenger Santa Cruz de la Sierra, Bolivia Challenger 80 – Zgură – 32S/24Q/16D | Diego Hidalgo Cristian Rodríguez 4–6, 6–3, [10–8]       | Andrej Martin Tristan-Samuel Weissborn     | Hugo Dellien Pedro Cachín                    | Nicolás Álvarez Nicolas Moreno de Alboran Murkel Dellien Fernando Verdasco      |
| 31 ianuarie | Cleveland Open Cleveland, Statele Unite Challenger 80 – Dură – 32S/24Q/16D                 | Dominic Stricker 7–5, 6–1                               | Yoshihito Nishioka                         | Thomas Fabbiano Michael Mmoh                 | Cedrik-Marcel Stebe William Blumberg Alexis Galarneau Ernesto Escobedo          |
| 31 ianuarie | Cleveland Open Cleveland, Statele Unite Challenger 80 – Dură – 32S/24Q/16D                 | William Blumberg Max Schnur 6–3, 7–6(7–4)               | Robert Galloway Jackson Withrow            | Thomas Fabbiano Michael Mmoh                 | Cedrik-Marcel Stebe William Blumberg Alexis Galarneau Ernesto Escobedo          |

### Februarie
| Săptă mâna   | Turneu                                                                         | Campioni                                              | Finaliști                         | Semifinaliști                   | Sfert-finaliști                                                         |
| ------------ | ------------------------------------------------------------------------------ | ----------------------------------------------------- | --------------------------------- | ------------------------------- | ----------------------------------------------------------------------- |
| 7 februarie  | Bengaluru Open Bangalore, India Challenger 80 – Dură – 32S/24Q/16D<            | Tseng Chun-hsin 6–4, 7–5                              | Borna Gojo                        | Enzo Couacaud Alexandre Müller  | Jiří Veselý Gabriel Décamps Kimmer Coppejans Cem İlkel                  |
| 7 februarie  | Bengaluru Open Bangalore, India Challenger 80 – Dură – 32S/24Q/16D<            | Saketh Myneni Ramkumar Ramanathan 6–3, 6–2            | Hugo Grenier Alexandre Müller     | Enzo Couacaud Alexandre Müller  | Jiří Veselý Gabriel Décamps Kimmer Coppejans Cem İlkel                  |
| 7 februarie  | Challenger La Manche Cherbourg, Franța Challenger 80 – Dură – 32S/24Q/16D      | Benjamin Bonzi 6–4, 2–6, 6–4                          | Constant Lestienne                | Zizou Bergs Ernests Gulbis      | Jack Draper Ruben Bemelmans Luca Van Assche Pierre-Hugues Herbert       |
| 7 februarie  | Challenger La Manche Cherbourg, Franța Challenger 80 – Dură – 32S/24Q/16D      | Jonathan Eysseric Quentin Halys 7–6(8–6), 6–2         | Hendrik Jebens Niklas Schell      | Zizou Bergs Ernests Gulbis      | Jack Draper Ruben Bemelmans Luca Van Assche Pierre-Hugues Herbert       |
| 14 februarie | Bengaluru Open II Bangalore, India Challenger 80 – Dură – 32S/24Q/16D          | Aleksandar Vukic 6–4, 6–4                             | Dimitar Kuzmanov                  | Borna Gojo Enzo Couacaud        | Max Purcell Antoine Bellier Johan Nikles Mathias Bourgue                |
| 14 februarie | Bengaluru Open II Bangalore, India Challenger 80 – Dură – 32S/24Q/16D          | Alexander Erler Arjun Kadhe 6–3, 6–7(4–7), [10–7]     | Saketh Myneni Ramkumar Ramanathan | Borna Gojo Enzo Couacaud        | Max Purcell Antoine Bellier Johan Nikles Mathias Bourgue                |
| 14 februarie | Città di Forlì IV Forlì, Italia Challenger 80 – Dură – 32S/24Q/16D             | Jack Draper 6–1, 6–2                                  | Tim van Rijthoven                 | Yosuke Watanuki Nuno Borges     | Evan Furness Grégoire Barrère Constant Lestienne Robin Haase            |
| 14 februarie | Città di Forlì IV Forlì, Italia Challenger 80 – Dură – 32S/24Q/16D             | Victor Vlad Cornea Fabian Fallert 6–4, 3–6, [10–2]    | Antonio Šančić Igor Zelenay       | Yosuke Watanuki Nuno Borges     | Evan Furness Grégoire Barrère Constant Lestienne Robin Haase            |
| 21 februarie | Teréga Open Pau–Pyrénées Pau, Franța Challenger 100 – Dură – 32S/24Q/16D       | Quentin Halys 4–6, 6–4, 6–3                           | Vasek Pospisil                    | Manuel Guinard Roman Safiullin  | Antoine Escoffier Gilles Simon Grégoire Barrère Constant Lestienne      |
| 21 februarie | Teréga Open Pau–Pyrénées Pau, Franța Challenger 100 – Dură – 32S/24Q/16D       | Albano Olivetti David Vega Hernández Walkover         | Karol Drzewiecki Kacper Żuk       | Manuel Guinard Roman Safiullin  | Antoine Escoffier Gilles Simon Grégoire Barrère Constant Lestienne      |
| 21 februarie | Città di Forlì V Forlì, Italia Challenger 80 – Dură – 32S/24Q/16D              | Jack Draper 3–6, 6–3, 7–6(10–8)                       | Alexander Ritschard               | Tim van Rijthoven Mirza Bašić   | Tomáš Macháč Nuno Borges Filip Horanský Michael Mmoh                    |
| 21 februarie | Città di Forlì V Forlì, Italia Challenger 80 – Dură – 32S/24Q/16D              | Marco Bortolotti Vitaliy Sachko 7–6(7–5), 3–6, [10–5] | Victor Vlad Cornea Fabian Fallert | Tim van Rijthoven Mirza Bašić   | Tomáš Macháč Nuno Borges Filip Horanský Michael Mmoh                    |
| 28 februarie | Gran Canaria Challenger Las Palmas, Spania Challenger 80 – Zgură – 32S/24Q/16D | Gianluca Mager 7–6(8–6), 6–2                          | Roberto Carballés Baena           | Duje Ajduković Riccardo Bonadio | Johan Nikles Salvatore Caruso Nicolas Moreno de Alboran Raúl Brancaccio |
| 28 februarie | Gran Canaria Challenger Las Palmas, Spania Challenger 80 – Zgură – 32S/24Q/16D | Sadio Doumbia Fabien Reboul 5–7, 6–4, [10–7]          | Matteo Arnaldi Luciano Darderi    | Duje Ajduković Riccardo Bonadio | Johan Nikles Salvatore Caruso Nicolas Moreno de Alboran Raúl Brancaccio |
| 28 februarie | Torino Challenger Torino, Italia Challenger 80 – Dură – 32S/24Q/16D            | Mats Moraing 7–6(13–11), 6–3                          | Quentin Halys                     | Jelle Sels Vasek Pospisil       | Daniel Masur Michael Mmoh Antoine Escoffier Filip Cristian Jianu        |
| 28 februarie | Torino Challenger Torino, Italia Challenger 80 – Dură – 32S/24Q/16D            | Ruben Bemelmans Daniel Masur 3–6, 6–3, [10–8]         | Sander Arends David Pel           | Jelle Sels Vasek Pospisil       | Daniel Masur Michael Mmoh Antoine Escoffier Filip Cristian Jianu        |

### Martie
| Săptă mâna | Turneu                                                                                                   | Campioni                                                  | Finaliști                                    | Semifinaliști                               | Sfert-finaliști                                                                              |
| ---------- | --- | --------------------------------------------------------- | -------------------------------------------- | ------------------------------------------- | -------------------------------------------------------------------------------------------- |
| 7 martie   | Monterrey Challenger Monterrey, Mexic Challenger 100 – Dură – 32S/24Q/16D                                | Fernando Verdasco 4–6, 6–3, 7–6(7–3)                      | Prajnesh Gunneswaran                         | Christian Harrison Go Soeda                 | Michael Mmoh Geoffrey Blancaneaux Jason Jung Ulises Blanch                                   |
| 7 martie   | Monterrey Challenger Monterrey, Mexic Challenger 100 – Dură – 32S/24Q/16D                                | Hans Hach Verdugo Austin Krajicek 6–0, 6–3                | Robert Galloway John-Patrick Smith           | Christian Harrison Go Soeda                 | Michael Mmoh Geoffrey Blancaneaux Jason Jung Ulises Blanch                                   |
| 7 martie   | Challenger de Santiago Santiago, Chile Challenger 80 – Zgură – 32S/24Q/16D                               | Hugo Dellien 6–3, 4–6, 6–4                                | Alejandro Tabilo                             | Tomás Martín Etcheverry Juan Pablo Varillas | Jiří Lehečka Jesper de Jong Matheus Pucinelli de Almeida Vít Kopřiva                         |
| 7 martie   | Challenger de Santiago Santiago, Chile Challenger 80 – Zgură – 32S/24Q/16D                               | Diego Hidalgo Cristian Rodríguez 6–4, 6–4                 | Pedro Cachín Facundo Mena                    | Tomás Martín Etcheverry Juan Pablo Varillas | Jiří Lehečka Jesper de Jong Matheus Pucinelli de Almeida Vít Kopřiva                         |
| 7 martie   | Challenger di Roseto degli Abruzzi]br />Roseto degli Abruzzi, Italia Challenger 80 – Zgură – 32S/24Q/16D | Carlos Taberner 6–2, 6–3                                  | Nuno Borges                                  | Nikolás Sánchez Izquierdo Flavio Cobolli    | Carlos Gimeno Valero Lukáš Rosol Andrea Arnaboldi Timofey Skatov                             |
| 7 martie   | Challenger di Roseto degli Abruzzi]br />Roseto degli Abruzzi, Italia Challenger 80 – Zgură – 32S/24Q/16D | Hugo Nys Jan Zieliński 7–6(7–2), 4–6, [10–3]              | Roman Jebavý Philipp Oswald                  | Nikolás Sánchez Izquierdo Flavio Cobolli    | Carlos Gimeno Valero Lukáš Rosol Andrea Arnaboldi Timofey Skatov                             |
| 14 martie  | Arizona Tennis Classic Phoenix, Statele Unite Challenger 125 – Dură – 32S/24Q/16D                        | Denis Kudla 2–6, 6–2, 6–3                                 | Daniel Altmaier                              | Liam Broady J. J. Wolf                      | Radu Albot David Goffin Richard Gasquet Fernando Verdasco                                    |
| 14 martie  | Arizona Tennis Classic Phoenix, Statele Unite Challenger 125 – Dură – 32S/24Q/16D                        | Treat Huey Denis Kudla 7–6(12–10), 3–6, [10–6]            | Oscar Otte Jan-Lennard Struff                | Liam Broady J. J. Wolf                      | Radu Albot David Goffin Richard Gasquet Fernando Verdasco                                    |
| 14 martie  | Challenger del Biobío Concepción, Chile Challenger 80 – Zgură – 32S/24Q/16D                              | Tomás Martín Etcheverry 6–3, 6–2                          | Hugo Dellien                                 | Tomás Barrios Vera Renzo Olivo              | Thiago Agustín Tirante Matheus Pucinelli de Almeida Camilo Ugo Carabelli Juan Pablo Varillas |
| 14 martie  | Challenger del Biobío Concepción, Chile Challenger 80 – Zgură – 32S/24Q/16D                              | Andrea Collarini Renzo Olivo 6–4, 6–4                     | Diego Hidalgo Cristian Rodríguez             | Tomás Barrios Vera Renzo Olivo              | Thiago Agustín Tirante Matheus Pucinelli de Almeida Camilo Ugo Carabelli Juan Pablo Varillas |
| 14 martie  | Challenger di Roseto degli Abruzzi II Roseto degli Abruzzi, Italia Challenger 80 – Zgură – 32S/24Q/16D   | Manuel Guinard 6–1, 6–2                                   | Tseng Chun-hsin                              | Timofey Skatov Alessandro Giannessi         | Nino Serdarušić Carlos Taberner Jozef Kovalík Zsombor Piros                                  |
| 14 martie  | Challenger di Roseto degli Abruzzi II Roseto degli Abruzzi, Italia Challenger 80 – Zgură – 32S/24Q/16D   | Franco Agamenone Manuel Guinard 7–6(7–2), 7–6(7–3)        | Ivan Sabanov Matej Sabanov                   | Timofey Skatov Alessandro Giannessi         | Nino Serdarušić Carlos Taberner Jozef Kovalík Zsombor Piros                                  |
| 21 martie  | Play In Challenger Lille, Franța Challenger 90 – Dură – 32S/24Q/16D                                      | Quentin Halys 4–6, 7–6(7–4), 6–4                          | Ričardas Berankis                            | Jonáš Forejtek Constant Lestienne           | Alexis Galarneau Malek Jaziri Arthur Fils Zizou Bergs                                        |
| 21 martie  | Play In Challenger Lille, Franța Challenger 90 – Dură – 32S/24Q/16D                                      | Viktor Durasovic Patrik Niklas-Salminen 7–5, 7–6(7–1)     | Jonathan Eysseric Quentin Halys              | Jonáš Forejtek Constant Lestienne           | Alexis Galarneau Malek Jaziri Arthur Fils Zizou Bergs                                        |
| 21 martie  | Challenger Biel/Bienne Biel/Bienne, Elveția Challenger 80 – Dură – 32S/24Q/16D                           | Jurij Rodionov 7–6(7–3), 6–4                              | Kacper Żuk                                   | Filip Horanský Dominic Stricker             | Marek Gengel Leandro Riedi Tim van Rijthoven Antoine Escoffier                               |
| 21 martie  | Challenger Biel/Bienne Biel/Bienne, Elveția Challenger 80 – Dură – 32S/24Q/16D                           | Pierre-Hugues Herbert Albano Olivetti 6–3, 6–4            | Purav Raja Ramkumar Ramanathan               | Filip Horanský Dominic Stricker             | Marek Gengel Leandro Riedi Tim van Rijthoven Antoine Escoffier                               |
| 21 martie  | Zadar Open Zadar, Croația                                                                                | Flavio Cobolli 6–4, 6–2                                   | Daniel Michalski                             | Carlos Sánchez Jover Manuel Guinard         | Duje Ajduković Dalibor Svrčina Andrea Vavassori Eduard Esteve Lobato                         |
| 21 martie  | Zadar Open Zadar, Croația                                                                                | Zdeněk Kolář Andrea Vavassori 3–6, 7–6(9–7), [10–6]       | Franco Agamenone Manuel Guinard              | Carlos Sánchez Jover Manuel Guinard         | Duje Ajduković Dalibor Svrčina Andrea Vavassori Eduard Esteve Lobato                         |
| 21 martie  | Santa Cruz Challenger II Santa Cruz de la Sierra, Bolivia Challenger 80 – Zgură – 32S/24Q/16D            | Paul Jubb 6–3, 7–6(7–5)                                   | Juan Pablo Varillas                          | Daniel Dutra da Silva Pablo Cuevas          | Hernán Casanova Tomás Barrios Vera Facundo Mena Genaro Alberto Olivieri                      |
| 21 martie  | Santa Cruz Challenger II Santa Cruz de la Sierra, Bolivia Challenger 80 – Zgură – 32S/24Q/16D            | Jesper de Jong Bart Stevens 6–4, 3–6, [10–6]              | Nicolás Barrientos Miguel Ángel Reyes-Varela | Daniel Dutra da Silva Pablo Cuevas          | Hernán Casanova Tomás Barrios Vera Facundo Mena Genaro Alberto Olivieri                      |
| 28 martie  | Andalucía Challenger Marbella, Spania Challenger 125 – Zgură – 32S/24Q/16D                               | Jaume Munar 6–2, 6–2                                      | Pedro Cachín                                 | Pablo Andújar Jiří Veselý                   | Philipp Kohlschreiber Tseng Chun-hsin Roberto Carballés Baena Alex Molčan                    |
| 28 martie  | Andalucía Challenger Marbella, Spania Challenger 125 – Zgură – 32S/24Q/16D                               | Roman Jebavý Philipp Oswald 7–6(8–6), 3–6, [10–3]         | Hugo Nys Jan Zieliński                       | Pablo Andújar Jiří Veselý                   | Philipp Kohlschreiber Tseng Chun-hsin Roberto Carballés Baena Alex Molčan                    |
| 28 martie  | Challenger Città di Lugano Lugano, Elveția Challenger 80 – Dură – 32S/24Q/16D                            | Luca Nardi 4–6, 6–2, 6–3                                  | Leandro Riedi                                | Pierre-Hugues Herbert Cedrik-Marcel Stebe   | Marc-Andrea Hüsler Marius Copil Jurij Rodionov Jérôme Kym                                    |
| 28 martie  | Challenger Città di Lugano Lugano, Elveția Challenger 80 – Dură – 32S/24Q/16D                            | Ruben Bemelmans Daniel Masur 6–4, 6–7(5–7), [10–7]        | Jérôme Kym Leandro Riedi                     | Pierre-Hugues Herbert Cedrik-Marcel Stebe   | Marc-Andrea Hüsler Marius Copil Jurij Rodionov Jérôme Kym                                    |
| 28 martie  | Open de Oeiras Oeiras, Portugalia Challenger 80 – Zgură – 32S/24Q/16D                                    | Gastão Elias 6–3, 6–4                                     | Nino Serdarušić                              | Nuno Borges Alessandro Giannessi            | Noah Rubin Thiago Monteiro Giulio Zeppieri Vít Kopřiva                                       |
| 28 martie  | Open de Oeiras Oeiras, Portugalia Challenger 80 – Zgură – 32S/24Q/16D                                    | Nuno Borges Francisco Cabral 6–3, 6–0                     | Sanjar Fayziev Markos Kalovelonis            | Nuno Borges Alessandro Giannessi            | Noah Rubin Thiago Monteiro Giulio Zeppieri Vít Kopřiva                                       |
| 28 martie  | Open Harmonie mutuelle Saint-Brieuc, Franța Challenger 80 – Dură – 32S/24Q/16D                           | Jack Draper 6–2, 5–7, 6–4                                 | Zizou Bergs                                  | Antoine Escoffier Quentin Halys             | Ryan Peniston Evan Furness Benjamin Hassan Alastair Gray                                     |
| 28 martie  | Open Harmonie mutuelle Saint-Brieuc, Franța Challenger 80 – Dură – 32S/24Q/16D                           | Sander Arends David Pel 6–3, 6–3                          | Jonathan Eysseric Robin Haase                | Antoine Escoffier Quentin Halys             | Ryan Peniston Evan Furness Benjamin Hassan Alastair Gray                                     |
| 28 martie  | Pereira Challenger Pereira, Colombia Challenger 80 – Zgură – 32S/24Q/16D                                 | Facundo Bagnis 6–3, 6–0                                   | Facundo Mena                                 | Juan Pablo Varillas Tomás Martín Etcheverry | Nicolás Barrientos Thiago Agustín Tirante Juan Pablo Ficovich Peđa Krstin                    |
| 28 martie  | Pereira Challenger Pereira, Colombia Challenger 80 – Zgură – 32S/24Q/16D                                 | Luis David Martínez Cristian Rodríguez 7–6(7–2), 7–6(7–3) | Grigoriy Lomakin Oleg Prihodko               | Juan Pablo Varillas Tomás Martín Etcheverry | Nicolás Barrientos Thiago Agustín Tirante Juan Pablo Ficovich Peđa Krstin                    |

### Aprilie
| Săptă mâna | Turneu                                                                                       | Campioni                                                      | Finaliști                                 | Semifinaliști                               | Sfert-finaliști                                                                        |
| ---------- | -------------------------------------------------------------------------------------------- | ------------------------------------------------------------- | ----------------------------------------- | ------------------------------------------- | -------------------------------------------------------------------------------------- |
| 4 aprilie  | Mexico City Open Mexico City, Mexic Challenger 125 – Zgură – 32S/24Q/16D                     | Marc-Andrea Hüsler 6–4, 6–2                                   | Tomás Martín Etcheverry                   | Felipe Meligeni Alves Nicolás Jarry         | Maxime Janvier Renzo Olivo Gerald Melzer Mateus Alves                                  |
| 4 aprilie  | Mexico City Open Mexico City, Mexic Challenger 125 – Zgură – 32S/24Q/16D                     | Nicolás Jarry Matheus Pucinelli de Almeida 6–2, 6–3           | Jonathan Eysseric Artem Sitak             | Felipe Meligeni Alves Nicolás Jarry         | Maxime Janvier Renzo Olivo Gerald Melzer Mateus Alves                                  |
| 4 aprilie  | Open de Oeiras II Oeiras, Portugalia Challenger 80 – Zgură – 32S/24Q/16D                     | Gastão Elias 7–6(7–4), 6–1                                    | Alessandro Giannessi                      | Jozef Kovalík Zdeněk Kolář                  | Lukáš Rosol Christopher O'Connell Zsombor Piros Dimitar Kuzmanov                       |
| 4 aprilie  | Open de Oeiras II Oeiras, Portugalia Challenger 80 – Zgură – 32S/24Q/16D                     | Nuno Borges Francisco Cabral 6–4, 6–0                         | Zdeněk Kolář Adam Pavlásek                | Jozef Kovalík Zdeněk Kolář                  | Lukáš Rosol Christopher O'Connell Zsombor Piros Dimitar Kuzmanov                       |
| 4 aprilie  | Sanremo Challenger Sanremo, Italia Challenger 80 – Zgură – 32S/24Q/16D                       | Holger Rune 6–1, 2–6, 6–4                                     | Francesco Passaro                         | Andrea Arnaboldi Gianluca Mager             | Matteo Gigante Alexey Vatutin Máté Valkusz Thomas Fabbiano                             |
| 4 aprilie  | Sanremo Challenger Sanremo, Italia Challenger 80 – Zgură – 32S/24Q/16D                       | Geoffrey Blancaneaux Alexandre Müller 4–6, 6–3, [11–9]        | Flavio Cobolli Matteo Gigante             | Andrea Arnaboldi Gianluca Mager             | Matteo Gigante Alexey Vatutin Máté Valkusz Thomas Fabbiano                             |
| 4 aprilie  | Murcia Open Murcia, Spania Challenger 80 – Zgură – 32S/24Q/16D                               | Tseng Chun-hsin 6–4, 6–1                                      | Norbert Gombos                            | Dennis Novak Ivan Gakhov                    | Marco Trungelliti Carlos Gimeno Valero Pedro Cachín Jonáš Forejtek                     |
| 4 aprilie  | Murcia Open Murcia, Spania Challenger 80 – Zgură – 32S/24Q/16D                               | Íñigo Cervantes Oriol Roca Batalla 6–7(4–7), 7–6(7–4), [10–7] | Pedro Cachín Martín Cuevas                | Dennis Novak Ivan Gakhov                    | Marco Trungelliti Carlos Gimeno Valero Pedro Cachín Jonáš Forejtek                     |
| 4 aprilie  | Salinas Challenger Salinas, Ecuador Challenger 80 – Dură – 32S/24Q/16D                       | Emilio Gómez 6–7(2–7), 7–6(7–4), 7–5                          | Nicolas Moreno de Alboran                 | Alexander Ritschard Roberto Quiroz          | Felix Corwin Camilo Ugo Carabelli JC Aragone Andrea Collarini                          |
| 4 aprilie  | Salinas Challenger Salinas, Ecuador Challenger 80 – Dură – 32S/24Q/16D                       | Yuki Bhambri Saketh Myneni 4–6, 6–3, [10–7]                   | JC Aragone Roberto Quiroz                 | Alexander Ritschard Roberto Quiroz          | Felix Corwin Camilo Ugo Carabelli JC Aragone Andrea Collarini                          |
| 11 aprilie | Sarasota Open Sarasota, Statele Unite Challenger 100 – Zgură – 32S/24Q/16D                   | Daniel Elahi Galán 7–6(9–7), 4–6, 6–1                         | Steve Johnson                             | Denis Kudla Alejandro Tabilo                | Jack Sock Mitchell Krueger J. J. Wolf Adrian Andreev                                   |
| 11 aprilie | Sarasota Open Sarasota, Statele Unite Challenger 100 – Zgură – 32S/24Q/16D                   | Robert Galloway Jackson Withrow 6–3, 7–6(7–3)                 | André Göransson Nathaniel Lammons         | Denis Kudla Alejandro Tabilo                | Jack Sock Mitchell Krueger J. J. Wolf Adrian Andreev                                   |
| 11 aprilie | Open Città della Disfida Barletta, Italia Challenger 80 – Zgură – 32S/24Q/16D                | Nuno Borges 6–3, 7–5                                          | Miljan Zekić                              | Luca Nardi Zdeněk Kolář                     | Geoffrey Blancaneaux Alexander Shevchenko Jelle Sels Luciano Darderi                   |
| 11 aprilie | Open Città della Disfida Barletta, Italia Challenger 80 – Zgură – 32S/24Q/16D                | Evgeny Karlovskiy Evgenii Tiurnev 6–3, 6–4                    | Ben McLachlan Szymon Walków               | Luca Nardi Zdeněk Kolář                     | Geoffrey Blancaneaux Alexander Shevchenko Jelle Sels Luciano Darderi                   |
| 11 aprilie | Open Comunidad de Madrid Madrid, Spania Challenger 80 – Zgură – 32S/24Q/16D                  | Pedro Cachín 6–3, 6–7(3–7), 6–3                               | Marco Trungelliti                         | Roberto Carballés Baena Thiago Monteiro     | Lucas Pouille Manuel Guinard Christopher O'Connell Sebastian Ofner                     |
| 11 aprilie | Open Comunidad de Madrid Madrid, Spania Challenger 80 – Zgură – 32S/24Q/16D                  | Adam Pavlásek Igor Zelenay 6–3, 3–6, [10–6]                   | Rafael Matos David Vega Hernández         | Roberto Carballés Baena Thiago Monteiro     | Lucas Pouille Manuel Guinard Christopher O'Connell Sebastian Ofner                     |
| 11 aprilie | San Luis Open Challenger San Luis Potosí, Mexic Challenger 80 – Zgură – 32S/24Q/16D          | Antoine Bellier 6–7(2–7), 6–4, 7–5                            | Renzo Olivo                               | Marc-Andrea Hüsler Nicolás Jarry            | Andrej Martin Zhang Zhizhen Ernesto Escobedo Felipe Meligeni Alves                     |
| 11 aprilie | San Luis Open Challenger San Luis Potosí, Mexic Challenger 80 – Zgură – 32S/24Q/16D          | Nicolás Barrientos Miguel Ángel Reyes-Varela 7–6(13–11), 6–2  | Luis David Martínez Felipe Meligeni Alves | Marc-Andrea Hüsler Nicolás Jarry            | Andrej Martin Zhang Zhizhen Ernesto Escobedo Felipe Meligeni Alves                     |
| 18 aprilie | Sparta Prague Open Praga, Republica Cehă Challenger 80 – Zgură – 32S/24Q/16D                 | Sebastian Ofner 6–0, 6–4                                      | Dalibor Svrčina                           | Tseng Chun-hsin Tomáš Macháč                | Jonáš Forejtek Javier Barranco Cosano Lorenzo Giustino Lukáš Rosol                     |
| 18 aprilie | Sparta Prague Open Praga, Republica Cehă Challenger 80 – Zgură – 32S/24Q/16D                 | Francisco Cabral Szymon Walków 6–2, 7–6(14–12)                | Tristan Lamasine Lucas Pouille            | Tseng Chun-hsin Tomáš Macháč                | Jonáš Forejtek Javier Barranco Cosano Lorenzo Giustino Lukáš Rosol                     |
| 18 aprilie | Split Open Split, Croația Challenger 80 – Zgură – 32S/24Q/16D                                | Christopher O'Connell 6–3, 2–0 ret.                           | Zsombor Piros                             | Matteo Arnaldi Máté Valkusz                 | Andrea Arnaboldi Kacper Żuk Luca Nardi Alexander Shevchenko                            |
| 18 aprilie | Split Open Split, Croația Challenger 80 – Zgură – 32S/24Q/16D                                | Nathaniel Lammons Albano Olivetti 4–6, 7–6(8–6), [10–7]       | Sadio Doumbia Fabien Reboul               | Matteo Arnaldi Máté Valkusz                 | Andrea Arnaboldi Kacper Żuk Luca Nardi Alexander Shevchenko                            |
| 18 aprilie | Tallahassee Tennis Challenger Tallahassee, Statele Unite Challenger 80 – Zgură – 32S/24Q/16D | Wu Tung-lin 6–3, 6–4                                          | Michael Mmoh                              | Daniel Elahi Galán Zhang Zhizhen            | Aleksandar Kovacevic Yosuke Watanuki Christian Harrison J. J. Wolf                     |
| 18 aprilie | Tallahassee Tennis Challenger Tallahassee, Statele Unite Challenger 80 – Zgură – 32S/24Q/16D | Gijs Brouwer Christian Harrison 4–6, 7–5, [10–6]              | Diego Hidalgo Cristian Rodríguez          | Daniel Elahi Galán Zhang Zhizhen            | Aleksandar Kovacevic Yosuke Watanuki Christian Harrison J. J. Wolf                     |
| 18 aprilie | San Marcos Open Aguascalientes Aguascalientes, Mexic Challenger 80 – Zgură – 32S/24Q/16D     | Marc-Andrea Hüsler 6–4, 4–6, 6–3                              | Juan Pablo Ficovich                       | Filip Cristian Jianu Federico Gaio          | Adrián Menéndez Maceiras Arthur Cazaux Steven Diez Nicolás Jarry                       |
| 18 aprilie | San Marcos Open Aguascalientes Aguascalientes, Mexic Challenger 80 – Zgură – 32S/24Q/16D     | Nicolás Barrientos Miguel Ángel Reyes-Varela 7–5, 6–3         | Gonçalo Oliveira Divij Sharan             | Filip Cristian Jianu Federico Gaio          | Adrián Menéndez Maceiras Arthur Cazaux Steven Diez Nicolás Jarry                       |
| 25 aprilie | Ostra Group Open Ostrava, Republica Cehă Challenger 80 – Zgură – 32S/24Q/16D                 | Evan Furness 4–6, 7–6(8–6), 6–1                               | Ryan Peniston                             | Dalibor Svrčina Constant Lestienne          | Jonáš Forejtek Mats Rosenkranz Zdeněk Kolář Vitaliy Sachko                             |
| 25 aprilie | Ostra Group Open Ostrava, Republica Cehă Challenger 80 – Zgură – 32S/24Q/16D                 | Alexander Erler Lucas Miedler 7–6(7–5), 7–5                   | Hunter Reese Sem Verbeek                  | Dalibor Svrčina Constant Lestienne          | Jonáš Forejtek Mats Rosenkranz Zdeněk Kolář Vitaliy Sachko                             |
| 25 aprilie | Garden Open Rome, Italia Challenger 80 – Zgură – 32S/24Q/16D<                                | Franco Agamenone 6–1, 6–4                                     | Gian Marco Moroni                         | Quentin Halys Flavio Cobolli                | Jesper de Jong Ergi Kırkın Kenny de Schepper Giulio Zeppieri                           |
| 25 aprilie | Garden Open Rome, Italia Challenger 80 – Zgură – 32S/24Q/16D<                                | Jesper de Jong Bart Stevens 3–6, 7–5, [10–8]                  | Sadio Doumbia Fabien Reboul               | Quentin Halys Flavio Cobolli                | Jesper de Jong Ergi Kırkın Kenny de Schepper Giulio Zeppieri                           |
| 25 aprilie | Savannah Challenger Savannah, Statele Unite Challenger 80 – Zgură – 32S/24Q/16D              | Jack Sock 6–4, 6–1                                            | Christian Harrison                        | J. J. Wolf Bjorn Fratangelo                 | Tomás Martín Etcheverry Alex Rybakov Zhang Zhizhen José Pereira                        |
| 25 aprilie | Savannah Challenger Savannah, Statele Unite Challenger 80 – Zgură – 32S/24Q/16D              | Ruben Gonzales Treat Huey 7–6(7–3), 6–4                       | Wu Tung-lin Zhang Zhizhen                 | J. J. Wolf Bjorn Fratangelo                 | Tomás Martín Etcheverry Alex Rybakov Zhang Zhizhen José Pereira                        |
| 25 aprilie | Challenger de Tigre II Tigre, Argentina Challenger 80 – Zgură – 32S/24Q/16D                  | Camilo Ugo Carabelli 7–5, 6–2                                 | Andrea Collarini                          | Genaro Alberto Olivieri Juan Pablo Varillas | Santiago Rodríguez Taverna Felipe Meligeni Alves Gonzalo Villanueva Francisco Comesaña |
| 25 aprilie | Challenger de Tigre II Tigre, Argentina Challenger 80 – Zgură – 32S/24Q/16D                  | Guillermo Durán Felipe Meligeni Alves 3–6, 6–4, [10–3]        | Luciano Darderi Juan Bautista Torres      | Genaro Alberto Olivieri Juan Pablo Varillas | Santiago Rodríguez Taverna Felipe Meligeni Alves Gonzalo Villanueva Francisco Comesaña |
| 25 aprilie | Morelos Open Cuernavaca, Mexic Challenger 80 – Dură – 32S/24Q/16D                            | Jay Clarke 6–1, 4–6, 7–6(7–5)                                 | Adrián Menéndez Maceiras                  | Chung Yun-seong Rinky Hijikata              | Ernesto Escobedo Keegan Smith Roberto Quiroz Steven Diez                               |
| 25 aprilie | Morelos Open Cuernavaca, Mexic Challenger 80 – Dură – 32S/24Q/16D                            | JC Aragone Adrián Menéndez Maceiras 7–6(7–4), 6–2             | Nicolás Mejía Roberto Quiroz              | Chung Yun-seong Rinky Hijikata              | Ernesto Escobedo Keegan Smith Roberto Quiroz Steven Diez                               |

### Mai
| Săptă mâna | Turneu                                                                                             | Campioni                                                           | Finaliști                                    | Semifinaliști                            | Sfert-finaliști                                                                    |
| ---------- | -------------------------------------------------------------------------------------------------- | ------------------------------------------------------------------ | -------------------------------------------- | ---------------------------------------- | ---------------------------------------------------------------------------------- |
| 2 mai      | Open du Pays d'Aix Aix-en-Provence, Franța Challenger 100 – Zgură – 32S/24Q/16D                    | Benjamin Bonzi 6–2, 6–4                                            | Grégoire Barrère                             | Nicolás Jarry Pavel Kotov                | Ramkumar Ramanathan Alexandre Müller Quentin Halys Hugo Grenier                    |
| 2 mai      | Open du Pays d'Aix Aix-en-Provence, Franța Challenger 100 – Zgură – 32S/24Q/16D                    | Titouan Droguet Kyrian Jacquet 6–2, 6–3                            | Nicolás Barrientos Miguel Ángel Reyes-Varela | Nicolás Jarry Pavel Kotov                | Ramkumar Ramanathan Alexandre Müller Quentin Halys Hugo Grenier                    |
| 2 mai      | Upper Austria Open Mauthausen, Austria Challenger 100 – Zgură – 32S/24Q/16D                        | Jurij Rodionov 6–4, 6–4                                            | Jiří Lehečka                                 | Máté Valkusz Dennis Novak                | John Millman Attila Balázs Lucas Miedler Radu Albot                                |
| 2 mai      | Upper Austria Open Mauthausen, Austria Challenger 100 – Zgură – 32S/24Q/16D                        | Sander Arends David Pel 6–4, 6–3                                   | Johannes Härteis Benjamin Hassan             | Máté Valkusz Dennis Novak                | John Millman Attila Balázs Lucas Miedler Radu Albot                                |
| 2 mai      | I.ČLTK Prague Open Praga, Republica Cehă Challenger 80 – Zgură – 32S/24Q/16D                       | Pedro Cachín 6–3, 7–6(7–4)                                         | Lorenzo Giustino                             | Geoffrey Blancaneaux Dimitar Kuzmanov    | Thomas Fabbiano Clément Tabur Federico Gaio Maximilian Marterer                    |
| 2 mai      | I.ČLTK Prague Open Praga, Republica Cehă Challenger 80 – Zgură – 32S/24Q/16D                       | Nuno Borges Francisco Cabral 6–4, 6–7(3–7), [10–5]                 | Andrew Paulson Adam Pavlásek                 | Geoffrey Blancaneaux Dimitar Kuzmanov    | Thomas Fabbiano Clément Tabur Federico Gaio Maximilian Marterer                    |
| 2 mai      | Salvador Challenger Salvador, Brazilia Challenger 80 – Zgură – 32S/24Q/16D                         | João Domingues 7–6(11–9), 6–1                                      | Tomás Barrios Vera                           | Gonzalo Villanueva Renzo Olivo           | Gonzalo Lama Daniel Dutra da Silva Wilson Leite Pedro Boscardin Dias               |
| 2 mai      | Salvador Challenger Salvador, Brazilia Challenger 80 – Zgură – 32S/24Q/16D                         | Diego Hidalgo Cristian Rodríguez 7–5, 6–1                          | Orlando Luz Felipe Meligeni Alves            | Gonzalo Villanueva Renzo Olivo           | Gonzalo Lama Daniel Dutra da Silva Wilson Leite Pedro Boscardin Dias               |
| 9 mai      | BNP Paribas Primrose Bordeaux Bordeaux, Franța Challenger 125 – Zgură – 32S/24Q/16D                | Alexei Popyrin 2–6, 7–6(7–5), 7–6(7–4)                             | Quentin Halys                                | Pavel Kotov Andrea Pellegrino            | Pablo Cuevas Elias Ymer Jaume Munar Benjamin Bonzi                                 |
| 9 mai      | BNP Paribas Primrose Bordeaux Bordeaux, Franța Challenger 125 – Zgură – 32S/24Q/16D                | Rafael Matos David Vega Hernández 6–4, 6–0                         | Hugo Nys Jan Zieliński                       | Pavel Kotov Andrea Pellegrino            | Pablo Cuevas Elias Ymer Jaume Munar Benjamin Bonzi                                 |
| 9 mai      | Heilbronner Neckarcup Heilbronn, Germania Challenger 100 – Zgură – 32S/24Q/16D                     | Daniel Altmaier 3–6, 6–1, 6–4                                      | Andrej Martin                                | Daniel Elahi Galán Jonáš Forejtek        | Thiago Agustín Tirante Tseng Chun-hsin Bernabé Zapata Miralles Alexander Ritschard |
| 9 mai      | Heilbronner Neckarcup Heilbronn, Germania Challenger 100 – Zgură – 32S/24Q/16D                     | Nicolás Barrientos Miguel Ángel Reyes-Varela 7–5, 6–3              | Jelle Sels Bart Stevens                      | Daniel Elahi Galán Jonáš Forejtek        | Thiago Agustín Tirante Tseng Chun-hsin Bernabé Zapata Miralles Alexander Ritschard |
| 9 mai      | Zagreb Open Zagreb, Croația Challenger 80 – Zgură – 32S/24Q/16D                                    | Filip Misolic 6–3, 7–6(8–6)                                        | Mili Poljičak                                | Jason Kubler Carlos Gimeno Valero        | Wu Yibing Duje Ajduković Nino Serdarušić Mirza Bašić                               |
| 9 mai      | Zagreb Open Zagreb, Croația Challenger 80 – Zgură – 32S/24Q/16D                                    | Adam Pavlásek Igor Zelenay 4–6, 6–3, [10–2]                        | Domagoj Bilješko Andrey Chepelev             | Jason Kubler Carlos Gimeno Valero        | Wu Yibing Duje Ajduković Nino Serdarušić Mirza Bašić                               |
| 9 mai      | Shymkent Challenger Shymkent, Kazakhstan Challenger 80 – Zgură – 32S/24Q/16D                       | Emilio Nava 6–4, 7–6(7–3)                                          | Sebastian Fanselow                           | Ulises Blanch Ergi Kırkın                | Viktor Durasovic Alexandar Lazarov Evgeny Karlovskiy Dragoș Nicolae Mădăraș        |
| 9 mai      | Shymkent Challenger Shymkent, Kazakhstan Challenger 80 – Zgură – 32S/24Q/16D                       | Antoine Bellier Gabriel Décamps 7–6(7–3), 6–3                      | Sebastian Fanselow Kaichi Uchida             | Ulises Blanch Ergi Kırkın                | Viktor Durasovic Alexandar Lazarov Evgeny Karlovskiy Dragoș Nicolae Mădăraș        |
| 9 mai      | Challenger Coquimbo Coquimbo, Chile Challenger 80 – Zgură – 32S/24Q/16D                            | Facundo Díaz Acosta 7–5, 7–6(7–4)                                  | Pedro Boscardin Dias                         | Francisco Comesaña Juan Bautista Torres  | Tomás Barrios Vera Pol Martín Tiffon Andrea Collarini Arklon Huertas del Pino      |
| 9 mai      | Challenger Coquimbo Coquimbo, Chile Challenger 80 – Zgură – 32S/24Q/16D                            | Guillermo Durán Nicolás Mejía 6–4, 1–6, [10–7]                     | Diego Hidalgo Cristian Rodríguez             | Francisco Comesaña Juan Bautista Torres  | Tomás Barrios Vera Pol Martín Tiffon Andrea Collarini Arklon Huertas del Pino      |
| 16 mai     | Tunis Open Tunis, Tunisia Challenger 80 – Zgură – 32S/24Q/16D                                      | Roberto Carballés Baena 6–1, 6–1                                   | Gijs Brouwer                                 | Filip Misolic Zhang Zhizhen              | Nicola Kuhn Oriol Roca Batalla Frederico Ferreira Silva Michael Geerts             |
| 16 mai     | Tunis Open Tunis, Tunisia Challenger 80 – Zgură – 32S/24Q/16D                                      | Nicolás Barrientos Miguel Ángel Reyes-Varela 6–7(3–7), 6–3, [11–9] | Alexander Erler Lucas Miedler                | Filip Misolic Zhang Zhizhen              | Nicola Kuhn Oriol Roca Batalla Frederico Ferreira Silva Michael Geerts             |
| 16 mai     | Shymkent Challenger II Shymkent, Kazakhstan Challenger 80 – Zgură – 32S/24Q/16D                    | Sergey Fomin 7–6(7–4), 6–3                                         | Robin Haase                                  | Emilio Nava Evan Zhu                     | Evgeny Karlovskiy Kaichi Uchida Nicholas David Ionel Illya Marchenko               |
| 16 mai     | Shymkent Challenger II Shymkent, Kazakhstan Challenger 80 – Zgură – 32S/24Q/16D                    | Sanjar Fayziev Markos Kalovelonis 6–7(3–7), 6–4, [10–4]            | Mikael Torpegaard Kaichi Uchida              | Emilio Nava Evan Zhu                     | Evgeny Karlovskiy Kaichi Uchida Nicholas David Ionel Illya Marchenko               |
| 16 mai     | Internazionali di Tennis d'Abruzzo Francavilla al Mare, Italia Challenger 50 – Zgură – 32S/24Q/16D | Matteo Arnaldi 6–3, 6–7(7–9), 6–4                                  | Francesco Maestrelli                         | Alexis Galarneau Hernán Casanova         | Mathias Bourgue Alex Rybakov Dan Added Máté Valkusz                                |
| 16 mai     | Internazionali di Tennis d'Abruzzo Francavilla al Mare, Italia Challenger 50 – Zgură – 32S/24Q/16D | Dan Added Hernán Casanova 6–3, 7–5                                 | Davide Pozzi Augusto Virgili                 | Alexis Galarneau Hernán Casanova         | Mathias Bourgue Alex Rybakov Dan Added Máté Valkusz                                |
| 23 mai     | Internazionali di Tennis Città di Vicenza Vicenza, Italia Challenger 80 – Zgură – 32S/24Q/16D      | Andrea Pellegrino 6–1, 6–4                                         | Andrea Collarini                             | Matteo Gigante Daniel Dutra da Silva     | Gianluca Mager Andrea Arnaboldi Matteo Arnaldi Juan Manuel Cerúndolo               |
| 23 mai     | Internazionali di Tennis Città di Vicenza Vicenza, Italia Challenger 80 – Zgură – 32S/24Q/16D      | Francisco Comesaña Luciano Darderi 6–3, 7–6(7–4)                   | Matteo Gigante Francesco Passaro             | Matteo Gigante Daniel Dutra da Silva     | Gianluca Mager Andrea Arnaboldi Matteo Arnaldi Juan Manuel Cerúndolo               |
| 23 mai     | Saturn Oil Open Troisdorf, Germania Challenger 80 – Zgură – 32S/24Q/16                             | Lukáš Klein 6–2, 6–4                                               | Zizou Bergs                                  | Henri Squire Roman Safiullin             | Evgeny Donskoy Hugo Grenier Frederico Ferreira Silva Jelle Sels                    |
| 23 mai     | Saturn Oil Open Troisdorf, Germania Challenger 80 – Zgură – 32S/24Q/16                             | Dustin Brown Evan King 6–4, 7–5                                    | Hendrik Jebens Piotr Matuszewski             | Henri Squire Roman Safiullin             | Evgeny Donskoy Hugo Grenier Frederico Ferreira Silva Jelle Sels                    |
| 30 mai     | Forlì Open Forlì, Italia Challenger 125 – Zgură – 32S/24Q/16D                                      | Lorenzo Musetti 2–6, 6–3, 6–2                                      | Francesco Passaro                            | Matteo Gigante Jaume Munar               | Juan Manuel Cerúndolo Tomás Martín Etcheverry Riccardo Bonadio Taro Daniel         |
| 30 mai     | Forlì Open Forlì, Italia Challenger 125 – Zgură – 32S/24Q/16D                                      | Nicolás Barrientos Miguel Ángel Reyes-Varela 7–5, 4–6, [10–4]      | Sadio Doumbia Fabien Reboul                  | Matteo Gigante Jaume Munar               | Juan Manuel Cerúndolo Tomás Martín Etcheverry Riccardo Bonadio Taro Daniel         |
| 30 mai     | Surbiton Trophy Surbiton, Regatul Unite Challenger 125 – Iarbă – 32S/24Q/16D                       | Jordan Thompson 7–5, 6–3                                           | Denis Kudla                                  | Andy Murray Otto Virtanen                | Brandon Nakashima Max Purcell Christopher O'Connell Ryan Peniston                  |
| 30 mai     | Surbiton Trophy Surbiton, Regatul Unite Challenger 125 – Iarbă – 32S/24Q/16D                       | Julian Cash Henry Patten 4–6, 6–3, [11–9]                          | Aleksandr Nedovyesov Aisam-ul-Haq Qureshi    | Andy Murray Otto Virtanen                | Brandon Nakashima Max Purcell Christopher O'Connell Ryan Peniston                  |
| 30 mai     | UniCredit Czech Open Prostějov, Republica Cehă Challenger 100 – Zgură – 32S/24Q/16D                | Vít Kopřiva 6–2, 6–2                                               | Dalibor Svrčina                              | Lukáš Klein Filip Horanský               | Hamad Međedović Benjamin Hassan Matheus Pucinelli de Almeida Martin Krumich        |
| 30 mai     | UniCredit Czech Open Prostějov, Republica Cehă Challenger 100 – Zgură – 32S/24Q/16D                | Yuki Bhambri Saketh Myneni 6–3, 7–5                                | Roman Jebavý Andrej Martin                   | Lukáš Klein Filip Horanský               | Hamad Međedović Benjamin Hassan Matheus Pucinelli de Almeida Martin Krumich        |
| 30 mai     | Little Rock Challenger Little Rock, Statele Unite Challenger 100 – Dură – 32S/24Q/16D              | Jason Kubler 6–0, 6–2                                              | Wu Tung-lin                                  | Aleksandar Kovacevic Ben Shelton         | Murphy Cassone Yasutaka Uchiyama Brandon Holt Román Andrés Burruchaga              |
| 30 mai     | Little Rock Challenger Little Rock, Statele Unite Challenger 100 – Dură – 32S/24Q/16D              | Andrew Harris Christian Harrison 6–3, 6–4                          | Robert Galloway Max Schnur                   | Aleksandar Kovacevic Ben Shelton         | Murphy Cassone Yasutaka Uchiyama Brandon Holt Román Andrés Burruchaga              |
| 30 mai     | Poznań Open Poznań, Polonia Challenger 90 – Zgură – 32S/24Q/16D                                    | Arthur Rinderknech 6–3, 7–6(7–2)                                   | Tomás Barrios Vera                           | Dimitar Kuzmanov Genaro Alberto Olivieri | Daniel Dutra da Silva Tseng Chun-hsin Zizou Bergs Alexander Shevchenko             |
| 30 mai     | Poznań Open Poznań, Polonia Challenger 90 – Zgură – 32S/24Q/16D                                    | Hunter Reese Szymon Walków 1–6, 6–3, [10–6]                        | Marek Gengel Adam Pavlásek                   | Dimitar Kuzmanov Genaro Alberto Olivieri | Daniel Dutra da Silva Tseng Chun-hsin Zizou Bergs Alexander Shevchenko             |

### Iunie
| Săptă mâna | Turneu                                                                                         | Campioni                                                         | Finaliști                                            | Semifinaliști                               | Sfert-finaliști                                                                         |
| ---------- | ---------------------------------------------------------------------------------------------- | ---------------------------------------------------------------- | ---------------------------------------------------- | ------------------------------------------- | --------------------------------------------------------------------------------------- |
| 6 iunie    | Nottingham Open Nottingham, Regatul Unit Challenger 125 – Iarbă – 32S/24Q/16D                  | Dan Evans 6–4, 6–4                                               | Jordan Thompson                                      | Jack Sock Alexei Popyrin                    | Marc-Andrea Hüsler Liam Broady Mikhail Kukushkin Ryan Peniston                          |
| 6 iunie    | Nottingham Open Nottingham, Regatul Unit Challenger 125 – Iarbă – 32S/24Q/16D                  | Jonny O'Mara Ken Skupski 3–6, 6–2, [16–14]                       | Julian Cash Henry Patten                             | Jack Sock Alexei Popyrin                    | Marc-Andrea Hüsler Liam Broady Mikhail Kukushkin Ryan Peniston                          |
| 6 iunie    | Internazionali di Tennis Città di Perugia Perugia, Italia Challenger 125 – Zgură – 32S/24Q/16D | Jaume Munar 6–3, 4–6, 6–1                                        | Tomás Martín Etcheverry                              | Maximilian Marterer Luciano Darderi         | Giulio Zeppieri Borna Ćorić Luca Potenza Thiago Monteiro                                |
| 6 iunie    | Internazionali di Tennis Città di Perugia Perugia, Italia Challenger 125 – Zgură – 32S/24Q/16D | Sadio Doumbia Fabien Reboul 6–2, 6–4                             | Marco Bortolotti Sergio Martos Gornés                | Maximilian Marterer Luciano Darderi         | Giulio Zeppieri Borna Ćorić Luca Potenza Thiago Monteiro                                |
| 6 iunie    | Open Sopra Steria de Lyon Lyon, Franța Challenger 100 – Zgură – 32S/24Q/16D                    | Corentin Moutet 6–4, 6–4                                         | Pedro Cachín                                         | Manuel Guinard Richard Gasquet              | Federico Coria Hugo Grenier Alexandre Müller Alexey Vatutin                             |
| 6 iunie    | Open Sopra Steria de Lyon Lyon, Franța Challenger 100 – Zgură – 32S/24Q/16D                    | Romain Arneodo Jonathan Eysseric 7–5, 4–6, [10–4]                | Sander Arends David Pel                              | Manuel Guinard Richard Gasquet              | Federico Coria Hugo Grenier Alexandre Müller Alexey Vatutin                             |
| 6 iunie    | Orlando Open Orlando, Statele Unite Challenger 100 – Dură – 32S/24Q/16D                        | Wu Yibing 6–7(5–7), 6–4, 3–1 ret.                                | Jason Kubler                                         | J. J. Wolf Emilio Gómez                     | Wu Tung-lin Ulises Blanch Christopher Eubanks Roberto Quiroz                            |
| 6 iunie    | Orlando Open Orlando, Statele Unite Challenger 100 – Dură – 32S/24Q/16D                        | Chung Yun-seong Michail Pervolarakis 6–7(5–7), 7–6(7–3), [16–14] | Malek Jaziri Kaichi Uchida                           | J. J. Wolf Emilio Gómez                     | Wu Tung-lin Ulises Blanch Christopher Eubanks Roberto Quiroz                            |
| 6 iunie    | Bratislava Open Bratislava, Slovacia Challenger 90 – Zgură – 32S/24Q/16D                       | Alexander Shevchenko 6–3, 7–5                                    | Riccardo Bonadio                                     | Norbert Gombos Tseng Chun-hsin              | Andrey Kuznetsov Jozef Kovalík Oleksii Krutykh Vít Kopřiva                              |
| 6 iunie    | Bratislava Open Bratislava, Slovacia Challenger 90 – Zgură – 32S/24Q/16D                       | Sriram Balaji Jeevan Nedunchezhiyan 7–6(8–6), 6–4                | Vladyslav Manafov Oleg Prihodko                      | Norbert Gombos Tseng Chun-hsin              | Andrey Kuznetsov Jozef Kovalík Oleksii Krutykh Vít Kopřiva                              |
| 13 iunie   | Ilkley Trophy Ilkley, Regatul Unit Challenger 125 – Iarbă – 32S/24Q/16D                        | Zizou Bergs 7–6(9–7), 2–6, 7–6(8–6)                              | Jack Sock                                            | Alexei Popyrin Constant Lestienne           | Andreas Seppi Gijs Brouwer Pierre-Hugues Herbert Jiří Veselý                            |
| 13 iunie   | Ilkley Trophy Ilkley, Regatul Unit Challenger 125 – Iarbă – 32S/24Q/16D                        | Julian Cash Henry Patten 7–5, 6–4                                | Ramkumar Ramanathan John-Patrick Smith               | Alexei Popyrin Constant Lestienne           | Andreas Seppi Gijs Brouwer Pierre-Hugues Herbert Jiří Veselý                            |
| 13 iunie   | Emilia-Romagna Open Parma, Italia Challenger 125 – Zgură – 32S/24Q/16D                         | Borna Ćorić 7–6(7–4), 6–0                                        | Elias Ymer                                           | Marco Cecchinato Dušan Lajović              | Andrea Arnaboldi Tseng Chun-hsin Giulio Zeppieri Jozef Kovalík                          |
| 13 iunie   | Emilia-Romagna Open Parma, Italia Challenger 125 – Zgură – 32S/24Q/16D                         | Luciano Darderi Fernando Romboli 6–2, 6–3                        | Denys Molchanov Igor Zelenay                         | Marco Cecchinato Dušan Lajović              | Andrea Arnaboldi Tseng Chun-hsin Giulio Zeppieri Jozef Kovalík                          |
| 13 iunie   | Internationaux de Tennis de Blois Blois, Franța Challenger 80 – Zgură – 32S/24Q/16D            | Alexandre Müller 7–6(7–3), 6–1                                   | Nikola Milojević                                     | Vít Kopřiva Luca Van Assche                 | Evgeny Karlovskiy Maximilian Marterer Genaro Alberto Olivieri Nikolás Sánchez Izquierdo |
| 13 iunie   | Internationaux de Tennis de Blois Blois, Franța Challenger 80 – Zgură – 32S/24Q/16D            | Sriram Balaji Jeevan Nedunchezhiyan 6–4, 6–7(3–7), [10–7]        | Romain Arneodo Jonathan Eysseric                     | Vít Kopřiva Luca Van Assche                 | Evgeny Karlovskiy Maximilian Marterer Genaro Alberto Olivieri Nikolás Sánchez Izquierdo |
| 13 iunie   | Corrientes Challenger Corrientes, Argentina Challenger 50 – Zgură – 32S/24Q/16D                | Francisco Comesaña 6–0, 6–3                                      | Mariano Navone                                       | Juan Pablo Ficovich Román Andrés Burruchaga | Nick Hardt Carlos Gómez-Herrera Alejo Lorenzo Lingua Lavallén João Lucas Reis da Silva  |
| 13 iunie   | Corrientes Challenger Corrientes, Argentina Challenger 50 – Zgură – 32S/24Q/16D                | Guido Andreozzi Guillermo Durán 7–5, 6–2                         | Nicolás Álvarez Murkel Dellien                       | Juan Pablo Ficovich Román Andrés Burruchaga | Nick Hardt Carlos Gómez-Herrera Alejo Lorenzo Lingua Lavallén João Lucas Reis da Silva  |
| 20 iunie   | Aspria Tennis Cup Milan, Italia Challenger 80 – Zgură – 32S/24Q/16D                            | Federico Coria 7–6(7–2), 6–4                                     | Francesco Passaro                                    | Alexander Shevchenko Fábián Marozsán        | Luciano Darderi Shintaro Mochizuki Viktor Durasovic Matteo Gigante                      |
| 20 iunie   | Aspria Tennis Cup Milan, Italia Challenger 80 – Zgură – 32S/24Q/16D                            | Luciano Darderi Fernando Romboli 6–4, 2–6, [10–5]                | Diego Hidalgo Cristian Rodríguez                     | Alexander Shevchenko Fábián Marozsán        | Luciano Darderi Shintaro Mochizuki Viktor Durasovic Matteo Gigante                      |
| 20 iunie   | Open de Oeiras III Oeiras, Portugalia Challenger 80 – Zgură – 32S/24Q/16D                      | Kaichi Uchida 6–2, 6–4                                           | Kimmer Coppejans                                     | Nicolás Jarry Facundo Bagnis                | Daniel Michalski Kyrian Jacquet Michael Geerts Alex Rybakov                             |
| 20 iunie   | Open de Oeiras III Oeiras, Portugalia Challenger 80 – Zgură – 32S/24Q/16D                      | Sadio Doumbia Fabien Reboul 6–3, 3–6, [15–13]                    | Robert Galloway Alex Lawson                          | Nicolás Jarry Facundo Bagnis                | Daniel Michalski Kyrian Jacquet Michael Geerts Alex Rybakov                             |
| 20 iunie   | Challenger Tenis Club Argentino Buenos Aires, Argentina Challenger 50 – Zgură – 32S/24Q/16D    | Francisco Comesaña 6–4, 6–0                                      | Mariano Navone                                       | Malek Jaziri Felipe Meligeni Alves          | Juan Pablo Ficovich Gonzalo Villanueva Arklon Huertas del Pino João Lucas Reis da Silva |
| 20 iunie   | Challenger Tenis Club Argentino Buenos Aires, Argentina Challenger 50 – Zgură – 32S/24Q/16D    | Arklon Huertas del Pino Conner Huertas del Pino 7–5, 4–6, [11–9] | Matías Franco Descotte Alejo Lorenzo Lingua Lavallén | Malek Jaziri Felipe Meligeni Alves          | Juan Pablo Ficovich Gonzalo Villanueva Arklon Huertas del Pino João Lucas Reis da Silva |
| 27 iunie   | Platzmann-Sauerland Open Lüdenscheid, Germania Challenger 80 – Zgură – 32S/24Q/16D             | Hamad Međedović 6–1, 6–2                                         | Zhang Zhizhen                                        | Nicolás Jarry Jozef Kovalík                 | Santiago Rodríguez Taverna Marco Cecchinato Pablo Cuevas Robin Haase                    |
| 27 iunie   | Platzmann-Sauerland Open Lüdenscheid, Germania Challenger 80 – Zgură – 32S/24Q/16D             | Robin Haase Sem Verbeek 6–2, 5–7, [10–3]                         | Fabian Fallert Hendrik Jebens                        | Nicolás Jarry Jozef Kovalík                 | Santiago Rodríguez Taverna Marco Cecchinato Pablo Cuevas Robin Haase                    |
| 27 iunie   | Málaga Open Málaga, Spania Challenger 80 – Dură – 32S/24Q/16D                                  | Constant Lestienne 6–3, 5–7, 6–2                                 | Emilio Gómez                                         | Michael Mmoh Altuğ Çelikbilek               | Daniel Masur Steven Diez James McCabe Alberto Barroso Campos                            |
| 27 iunie   | Málaga Open Málaga, Spania Challenger 80 – Dură – 32S/24Q/16D                                  | Altuğ Çelikbilek Dmitry Popko 6–7(4–7), 6–4, [10–6]              | Daniel Cukierman Emilio Gómez                        | Michael Mmoh Altuğ Çelikbilek               | Daniel Masur Steven Diez James McCabe Alberto Barroso Campos                            |
| 27 iunie   | Cali Open Cali, Colombia Challenger 80 – Zgură – 32S/24Q/16D                                   | Facundo Mena 6–2, 7–6(7–3)                                       | Miljan Zekić                                         | Nicolás Mejía Nicolás Álvarez               | Román Andrés Burruchaga Matías Zukas Felipe Meligeni Alves Chung Yun-seong              |
| 27 iunie   | Cali Open Cali, Colombia Challenger 80 – Zgură – 32S/24Q/16D                                   | Malek Jaziri Adrián Menéndez Maceiras 7–5, 6–4                   | Keegan Smith Evan Zhu                                | Nicolás Mejía Nicolás Álvarez               | Román Andrés Burruchaga Matías Zukas Felipe Meligeni Alves Chung Yun-seong              |
| 27 iunie   | Internationaux de Tennis de Troyes Troyes, Franța Challenger 50 – Zgură – 32S/24Q/16D          | Juan Bautista Torres 7–6(7–2), 6–2                               | Benjamin Hassan                                      | Raúl Brancaccio Thiago Agustín Tirante      | Arthur Fils Nikolás Sánchez Izquierdo Calvin Hemery Michael Geerts                      |
| 27 iunie   | Internationaux de Tennis de Troyes Troyes, Franța Challenger 50 – Zgură – 32S/24Q/16D          | Íñigo Cervantes Oriol Roca Batalla 6–1, 6–2                      | Thiago Agustín Tirante Juan Bautista Torres          | Raúl Brancaccio Thiago Agustín Tirante      | Arthur Fils Nikolás Sánchez Izquierdo Calvin Hemery Michael Geerts                      |

### Iulie
| Săptă mâna | Turneu                                                                                         | Campioni                                                      | Finaliști                                    | Semifinaliști                                | Sfert-finaliști                                                                |
| ---------- | ---------------------------------------------------------------------------------------------- | ------------------------------------------------------------- | -------------------------------------------- | -------------------------------------------- | ------------------------------------------------------------------------------ |
| 4 iulie    | Brawo Open Braunschweig, Germania Challenger 125 – Zgură – 32S/24Q/16D                         | Jan-Lennard Struff 6–2, 6–2                                   | Maximilian Marterer                          | Zhang Zhizhen Henri Laaksonen                | Marco Cecchinato Bernabé Zapata Miralles Taro Daniel Federico Coria            |
| 4 iulie    | Brawo Open Braunschweig, Germania Challenger 125 – Zgură – 32S/24Q/16D                         | Marcelo Demoliner Jan-Lennard Struff 6–4, 7–5                 | Roman Jebavý Adam Pavlásek                   | Zhang Zhizhen Henri Laaksonen                | Marco Cecchinato Bernabé Zapata Miralles Taro Daniel Federico Coria            |
| 4 iulie    | Salzburg Open Salzburg, Austria Challenger 125 – Zgură – 32S/24Q/16D                           | Thiago Monteiro 6–3, 7–6(7–2)                                 | Norbert Gombos                               | Corentin Moutet Facundo Bagnis               | Lukas Neumayer Pol Martín Tiffon Maximilian Neuchrist Dušan Lajović            |
| 4 iulie    | Salzburg Open Salzburg, Austria Challenger 125 – Zgură – 32S/24Q/16D                           | Nathaniel Lammons Jackson Withrow 7–5, 5–7, [11–9]            | Alexander Erler Lucas Miedler                | Corentin Moutet Facundo Bagnis               | Lukas Neumayer Pol Martín Tiffon Maximilian Neuchrist Dušan Lajović            |
| 4 iulie    | Porto Challenger Porto, Portugalia Challenger 80 – Dură – 32S/24Q/16D                          | Altuğ Çelikbilek 7–6(7–5), 3–1 ret.                           | Christopher O'Connell                        | James Duckworth Yoshihito Nishioka           | Aidan McHugh Egor Gerasimov Kaichi Uchida Hugo Grenier                         |
| 4 iulie    | Porto Challenger Porto, Portugalia Challenger 80 – Dură – 32S/24Q/16D                          | Yuki Bhambri Saketh Myneni 6–4, 3–6, [10–6]                   | Nuno Borges Francisco Cabral                 | James Duckworth Yoshihito Nishioka           | Aidan McHugh Egor Gerasimov Kaichi Uchida Hugo Grenier                         |
| 4 iulie    | Internazionali di Tennis Città di Todi Todi, Italia Challenger 80 – Zgură – 32S/24Q/16D        | Pedro Cachín 6–4, 6–4                                         | Nicolás Kicker                               | Francesco Passaro Daniel Masur               | Santiago Rodríguez Taverna Luciano Darderi Francesco Maestrelli Flavio Cobolli |
| 4 iulie    | Internazionali di Tennis Città di Todi Todi, Italia Challenger 80 – Zgură – 32S/24Q/16D        | Guido Andreozzi Guillermo Durán 6–1, 2–6, [10–6]              | Romain Arneodo Jonathan Eysseric             | Francesco Passaro Daniel Masur               | Santiago Rodríguez Taverna Luciano Darderi Francesco Maestrelli Flavio Cobolli |
| 4 iulie    | Open Bogotá Bogotá, Colombia Challenger 80 – Zgură – 32S/24Q/16D                               | Juan Pablo Ficovich 6–1, 6–2                                  | Gerald Melzer                                | Miljan Zekić Nick Hardt                      | Nicolás Álvarez Felipe Meligeni Alves Facundo Juárez Roberto Quiroz            |
| 4 iulie    | Open Bogotá Bogotá, Colombia Challenger 80 – Zgură – 32S/24Q/16D                               | Nicolás Mejía Andrés Urrea 6–3, 6–4                           | Ignacio Monzón Gonzalo Villanueva            | Miljan Zekić Nick Hardt                      | Nicolás Álvarez Felipe Meligeni Alves Facundo Juárez Roberto Quiroz            |
| 11 iulie   | Iași Open Iași, România Challenger 100 – Zgură – 32S/24Q/16D                                   | Felipe Meligeni Alves 6–3, 4–6, 6–2                           | Pablo Andújar                                | Luciano Darderi Matheus Pucinelli de Almeida | Jiří Lehečka Frederico Ferreira Silva Geoffrey Blancaneaux Lukáš Klein         |
| 11 iulie   | Iași Open Iași, România Challenger 100 – Zgură – 32S/24Q/16D                                   | Geoffrey Blancaneaux Renzo Olivo 6–4, 2–6, [10–6]             | Diego Hidalgo Cristian Rodríguez             | Luciano Darderi Matheus Pucinelli de Almeida | Jiří Lehečka Frederico Ferreira Silva Geoffrey Blancaneaux Lukáš Klein         |
| 11 iulie   | Dutch Open Amersfoort, Țările de Jos Challenger 80 – Zgură – 32S/24Q/16D                       | Tallon Griekspoor 6–1, 6–2                                    | Roberto Carballés Baena                      | Ivan Gakhov Bernabé Zapata Miralles          | Vitaliy Sachko Max Houkes Taro Daniel Luca Van Assche                          |
| 11 iulie   | Dutch Open Amersfoort, Țările de Jos Challenger 80 – Zgură – 32S/24Q/16D                       | Robin Haase Sem Verbeek 6–4, 3–6, [10–7]                      | Nicolás Barrientos Miguel Ángel Reyes-Varela | Ivan Gakhov Bernabé Zapata Miralles          | Vitaliy Sachko Max Houkes Taro Daniel Luca Van Assche                          |
| 11 iulie   | Internazionali di Tennis Città di Verona Verona, Italia Challenger 80 – Zgură – 32S/24Q/16D    | Francesco Maestrelli 3–6, 6–3, 6–0                            | Pedro Cachín                                 | Marco Cecchinato Sebastian Ofner             | Jérôme Kym Filip Horanský Flavio Cobolli Norbert Gombos                        |
| 11 iulie   | Internazionali di Tennis Città di Verona Verona, Italia Challenger 80 – Zgură – 32S/24Q/16D    | Luis David Martínez Andrea Vavassori 7–6(7–4), 3–6, [12–10]   | Juan Ignacio Galarza Tomás Lipovšek Puches   | Marco Cecchinato Sebastian Ofner             | Jérôme Kym Filip Horanský Flavio Cobolli Norbert Gombos                        |
| 11 iulie   | Georgia's Rome Challenger Rome, Statele Unite Challenger 80 – Dură – 32S/24Q/16D               | Wu Yibing 7–5, 6–3                                            | Ben Shelton                                  | Yasutaka Uchiyama Juan Pablo Ficovich        | Yoshihito Nishioka Aleksandar Kovacevic Bjorn Fratangelo J. J. Wolf            |
| 11 iulie   | Georgia's Rome Challenger Rome, Statele Unite Challenger 80 – Dură – 32S/24Q/16D               | Enzo Couacaud Andrew Harris 6–4, 6–2                          | Ruben Gonzales Reese Stalder                 | Yasutaka Uchiyama Juan Pablo Ficovich        | Yoshihito Nishioka Aleksandar Kovacevic Bjorn Fratangelo J. J. Wolf            |
| 18 iulie   | Internazionali di Tennis Città di Trieste Trieste, Italia Challenger 100 – Zgură – 32S/24Q/16D | Francesco Passaro 4–6, 6–3, 6–3                               | Zhang Zhizhen                                | Francesco Maestrelli Alexandre Müller        | Norbert Gombos Salvatore Caruso Felipe Meligeni Alves Franco Agamenone         |
| 18 iulie   | Internazionali di Tennis Città di Trieste Trieste, Italia Challenger 100 – Zgură – 32S/24Q/16D | Diego Hidalgo Cristian Rodríguez 4–6, 6–3, [10–5]             | Marco Bortolotti Sergio Martos Gornés        | Francesco Maestrelli Alexandre Müller        | Norbert Gombos Salvatore Caruso Felipe Meligeni Alves Franco Agamenone         |
| 18 iulie   | Open de Tenis Ciudad de Pozoblanco Pozoblanco, Spania Challenger 80 – Dură – 32S/24Q/16D       | Constant Lestienne 6–0, 7–6(7–3)                              | Grégoire Barrère                             | Ugo Humbert Daniel Masur                     | Maxime Janvier Emilio Nava Alejandro Moro Cañas Antoine Escoffier              |
| 18 iulie   | Open de Tenis Ciudad de Pozoblanco Pozoblanco, Spania Challenger 80 – Dură – 32S/24Q/16D       | Dan Added Albano Olivetti 3–6, 6–1, [12–10]                   | Victor Vlad Cornea Luis David Martínez       | Ugo Humbert Daniel Masur                     | Maxime Janvier Emilio Nava Alejandro Moro Cañas Antoine Escoffier              |
| 18 iulie   | Tampere Open Tampere, Finlanda Challenger 80 – Zgură – 32S/24Q/16D                             | Zsombor Piros 6–2, 1–6, 6–4                                   | Harold Mayot                                 | Juan Manuel Cerúndolo Laurent Lokoli         | Frederico Ferreira Silva Jelle Sels Maximilian Marterer Gerald Melzer          |
| 18 iulie   | Tampere Open Tampere, Finlanda Challenger 80 – Zgură – 32S/24Q/16D                             | Alexander Erler Lucas Miedler 7–6(7–3), 6–1                   | Karol Drzewiecki Patrik Niklas-Salminen      | Juan Manuel Cerúndolo Laurent Lokoli         | Frederico Ferreira Silva Jelle Sels Maximilian Marterer Gerald Melzer          |
| 18 iulie   | President's Cup Nur-Sultan, Kazakhstan Challenger 80 – Dură – 32S/24Q/16D                      | Roman Safiullin 2–6, 6–4, 7–6(7–2)                            | Denis Yevseyev                               | Dmitry Popko Beibit Zhukayev                 | Benjamin Lock Evgeny Donskoy Gabriel Décamps Denis Istomin                     |
| 18 iulie   | President's Cup Nur-Sultan, Kazakhstan Challenger 80 – Dură – 32S/24Q/16D                      | Nam Ji-sung Song Min-kyu 6–2, 3–6, [10–6]                     | Andrew Paulson David Poljak                  | Dmitry Popko Beibit Zhukayev                 | Benjamin Lock Evgeny Donskoy Gabriel Décamps Denis Istomin                     |
| 18 iulie   | Indy Challenger Indianapolis, Statele Unite Challenger 80 – Dură – 32S/24Q/16D                 | Wu Yibing 6–7(10–12), 7–6(15–13), 6–3                         | Aleksandar Kovacevic                         | Yasutaka Uchiyama Ben Shelton                | Alex Rybakov Christopher Eubanks Dominik Koepfer Max Purcell                   |
| 18 iulie   | Indy Challenger Indianapolis, Statele Unite Challenger 80 – Dură – 32S/24Q/16D                 | Hans Hach Verdugo Hunter Reese 7–6(7–3), 3–6, [10–7]          | Purav Raja Divij Sharan                      | Yasutaka Uchiyama Ben Shelton                | Alex Rybakov Christopher Eubanks Dominik Koepfer Max Purcell                   |
| 25 iulie   | Zug Open Zug, Elveția Challenger 125 – Zgură – 32S/24Q/16D                                     | Dominic Stricker 5–7, 6–1, 6–3                                | Ernests Gulbis                               | Geoffrey Blancaneaux Dimitar Kuzmanov        | Marc-Andrea Hüsler Alexander Ritschard Lorenzo Giustino Dennis Novak           |
| 25 iulie   | Zug Open Zug, Elveția Challenger 125 – Zgură – 32S/24Q/16D                                     | Zdeněk Kolář Adam Pavlásek 6–3, 7–5                           | Karol Drzewiecki Patrik Niklas-Salminen      | Geoffrey Blancaneaux Dimitar Kuzmanov        | Marc-Andrea Hüsler Alexander Ritschard Lorenzo Giustino Dennis Novak           |
| 25 iulie   | Open Castilla y León Segovia, Spania Challenger 90 – Dură – 32S/24Q/16D                        | Hugo Grenier 7–5, 6–3                                         | Constant Lestienne                           | Ugo Humbert Michael Geerts                   | Nuno Borges Grégoire Barrère Emilio Nava Benjamin Lock                         |
| 25 iulie   | Open Castilla y León Segovia, Spania Challenger 90 – Dură – 32S/24Q/16D                        | Nicolás Álvarez Varona Iñaki Montes de la Torre 7–6(7–3), 6–3 | Benjamin Lock Courtney John Lock             | Ugo Humbert Michael Geerts                   | Nuno Borges Grégoire Barrère Emilio Nava Benjamin Lock                         |
| 25 iulie   | San Benedetto Tennis Cup San Benedetto del Tronto, Italia Challenger 80 – Zgură – 32S/24Q/16D  | Raúl Brancaccio 6–1, 6–1                                      | Andrea Vavassori                             | Renzo Olivo Luciano Darderi                  | Andrea Pellegrino Pedro Boscardin Dias Matteo Arnaldi Giovanni Fonio           |
| 25 iulie   | San Benedetto Tennis Cup San Benedetto del Tronto, Italia Challenger 80 – Zgură – 32S/24Q/16D  | Vladyslav Manafov Oleg Prihodko 4–6, 6–3, [12–10]             | Fábián Marozsán Lukáš Rosol                  | Renzo Olivo Luciano Darderi                  | Andrea Pellegrino Pedro Boscardin Dias Matteo Arnaldi Giovanni Fonio           |
| 25 iulie   | Winnipeg National Bank Challenger Winnipeg, Canada Challenger 80 – Dură – 32S/24Q/16D          | Emilio Gómez 6–3, 7–6(7–4)                                    | Alexis Galarneau                             | Evan Zhu Enzo Couacaud                       | Liam Broady Alafia Ayeni Li Tu Genaro Alberto Olivieri                         |
| 25 iulie   | Winnipeg National Bank Challenger Winnipeg, Canada Challenger 80 – Dură – 32S/24Q/16D          | Billy Harris Kelsey Stevenson 2–6, 7–6(11–9), [10–8]          | Max Schnur John-Patrick Smith                | Evan Zhu Enzo Couacaud                       | Liam Broady Alafia Ayeni Li Tu Genaro Alberto Olivieri                         |

### August
| Săptă mâna | Turneu                                                                                                   | Campioni                                                 | Finaliști                                    | Semifinaliști                              | Sfert-finaliști                                                            |
| ---------- | --- | -------------------------------------------------------- | -------------------------------------------- | ------------------------------------------ | -------------------------------------------------------------------------- |
| 1 august   | Internazionali di Tennis del Friuli Venezia Giulia Cordenons, Italia Challenger 80 – Zgură – 32S/24Q/16D | Zhang Zhizhen 2–6, 7–6(7–5), 6–3                         | Andrea Vavassori                             | Alexandre Müller Nicolas Moreno de Alboran | Andrea Pellegrino Andrey Chepelev Mattia Bellucci Matteo Arnaldi           |
| 1 august   | Internazionali di Tennis del Friuli Venezia Giulia Cordenons, Italia Challenger 80 – Zgură – 32S/24Q/16D | Dustin Brown Andrea Vavassori 6–4, 7–5                   | Ivan Sabanov Matej Sabanov                   | Alexandre Müller Nicolas Moreno de Alboran | Andrea Pellegrino Andrey Chepelev Mattia Bellucci Matteo Arnaldi           |
| 1 august   | Svijany Open Liberec, Republica Cehă Challenger 80 – Zgură – 32S/24Q/16D                                 | Jiří Lehečka 6–4, 6–4                                    | Nicolás Álvarez Varona                       | Giovanni Mpetshi Perricard Otto Virtanen   | Vít Kopřiva Norbert Gombos Tomáš Macháč Nuno Borges                        |
| 1 august   | Svijany Open Liberec, Republica Cehă Challenger 80 – Zgură – 32S/24Q/16D                                 | Neil Oberleitner Philipp Oswald 7–6(7–5), 6–2            | Roman Jebavý Adam Pavlásek                   | Giovanni Mpetshi Perricard Otto Virtanen   | Vít Kopřiva Norbert Gombos Tomáš Macháč Nuno Borges                        |
| 1 august   | Lexington Challenger Lexington, Statele Unite Challenger 80 – Dură – 32S/24Q/16D                         | Shang Juncheng 6–4, 6–4                                  | Emilio Gómez                                 | Aleksandar Kovacevic Enzo Couacaud         | Roman Safiullin Roberto Quiroz Govind Nanda Nicolás Mejía                  |
| 1 august   | Lexington Challenger Lexington, Statele Unite Challenger 80 – Dură – 32S/24Q/16D                         | Yuki Bhambri Saketh Myneni 3–6, 6–4, [10–8]              | Gijs Brouwer Aidan McHugh                    | Aleksandar Kovacevic Enzo Couacaud         | Roman Safiullin Roberto Quiroz Govind Nanda Nicolás Mejía                  |
| 8 august   | San Marino Open San Marino, San Marino Challenger 90 – Zgură – 32S/24Q/16D                               | Pavel Kotov 7–6(7–5), 6–4                                | Matteo Arnaldi                               | Filip Cristian Jianu Marco Cecchinato      | Nikolás Sánchez Izquierdo Fábián Marozsán Valentin Vacherot Alexander Weis |
| 8 august   | San Marino Open San Marino, San Marino Challenger 90 – Zgură – 32S/24Q/16D                               | Marco Bortolotti Sergio Martos Gornés 6–4, 6–4           | Ivan Sabanov Matej Sabanov                   | Filip Cristian Jianu Marco Cecchinato      | Nikolás Sánchez Izquierdo Fábián Marozsán Valentin Vacherot Alexander Weis |
| 8 august   | Meerbusch Challenger Meerbusch, Germania Challenger 80 – Zgură – 32S/24Q/16D<                            | Bernabé Zapata Miralles 6–1, 6–2                         | Dennis Novak                                 | Clément Tabur Riccardo Bonadio             | Sumit Nagal Mats Moraing Damir Džumhur Jonáš Forejtek                      |
| 8 august   | Meerbusch Challenger Meerbusch, Germania Challenger 80 – Zgură – 32S/24Q/16D<                            | David Pel Szymon Walków 7–5, 6–1                         | Neil Oberleitner Philipp Oswald              | Clément Tabur Riccardo Bonadio             | Sumit Nagal Mats Moraing Damir Džumhur Jonáš Forejtek                      |
| 8 august   | Chicago Men's Challenger Chicago, Statele Unite Challenger 80 – Dură – 32S/24Q/16D                       | Roman Safiullin 6–3, 4–6, 7–5                            | Ben Shelton                                  | Radu Albot Gijs Brouwer                    | Borna Gojo Zachary Svajda Jordan Thompson Liam Broady                      |
| 8 august   | Chicago Men's Challenger Chicago, Statele Unite Challenger 80 – Dură – 32S/24Q/16D                       | André Göransson Ben McLachlan 6–4, 6–7(3–7), [10–5]      | Evan King Mitchell Krueger                   | Radu Albot Gijs Brouwer                    | Borna Gojo Zachary Svajda Jordan Thompson Liam Broady                      |
| 8 august   | Lima Challenger Lima, Peru Challenger 80 – Zgură – 32S/24Q/16D                                           | Camilo Ugo Carabelli 6–2, 7–6(7–4)                       | Thiago Agustín Tirante                       | Tomás Martín Etcheverry Gonzalo Bueno      | Renzo Olivo Facundo Mena Gastão Elias Juan Pablo Varillas                  |
| 8 august   | Lima Challenger Lima, Peru Challenger 80 – Zgură – 32S/24Q/16D                                           | Ignacio Carou Facundo Mena 6–2, 6–2                      | Orlando Luz Camilo Ugo Carabelli             | Tomás Martín Etcheverry Gonzalo Bueno      | Renzo Olivo Facundo Mena Gastão Elias Juan Pablo Varillas                  |
| 15 august  | República Dominicana Open Santo Domingo, Republica Dominicană Challenger 125 – Zgură – 32S/24Q/16D       | Pedro Cachín 6–4, 2–6, 6–3                               | Marco Trungelliti                            | Daniel Elahi Galán Tomás Martín Etcheverry | Roberto Carballés Baena Thiago Agustín Tirante Renzo Olivo Facundo Mena    |
| 15 august  | República Dominicana Open Santo Domingo, Republica Dominicană Challenger 125 – Zgură – 32S/24Q/16D       | Ruben Gonzales Reese Stalder 7–6(7–5), 6–3               | Nicolás Barrientos Miguel Ángel Reyes-Varela | Daniel Elahi Galán Tomás Martín Etcheverry | Roberto Carballés Baena Thiago Agustín Tirante Renzo Olivo Facundo Mena    |
| 15 august  | Odlum Brown Vancouver Open Vancouver, Canada Challenger 125 – Dură – 32S/24Q/16D                         | Constant Lestienne 6–0, 4–6, 6–3                         | Arthur Rinderknech                           | Ugo Humbert Vasek Pospisil                 | Fernando Verdasco Mikael Ymer Ričardas Berankis Gilles Simon               |
| 15 august  | Odlum Brown Vancouver Open Vancouver, Canada Challenger 125 – Dură – 32S/24Q/16D                         | André Göransson Ben McLachlan 6–7(4–7), 7–6(9–7), [11–9] | Treat Huey John-Patrick Smith                | Ugo Humbert Vasek Pospisil                 | Fernando Verdasco Mikael Ymer Ričardas Berankis Gilles Simon               |
| 15 august  | Kozerki Open Grodzisk Mazowiecki, Polonia Challenger 90 – Dură – 32S/24Q/16D                             | Tomáš Macháč 1–6, 6–3, 6–2                               | Zhang Zhizhen                                | Harold Mayot Skander Mansouri              | Robin Haase Gabriel Décamps Marko Topo Alexey Vatutin                      |
| 15 august  | Kozerki Open Grodzisk Mazowiecki, Polonia Challenger 90 – Dură – 32S/24Q/16D                             | Robin Haase Philipp Oswald 6–3, 6–4                      | Hugo Nys Fabien Reboul                       | Harold Mayot Skander Mansouri              | Robin Haase Gabriel Décamps Marko Topo Alexey Vatutin                      |
| 22 august  | Banja Luka Challenger Banja Luka, Bosnia și Herzegovina Challenger 80 – Zgură – 32S/24Q/16D              | Fábián Marozsán 6–2, 6–1                                 | Damir Džumhur                                | Nicolás Álvarez Dragoș Nicolae Mădăraș     | Kimmer Coppejans Nerman Fatić Benjamin Hassan Alexey Vatutin               |
| 22 august  | Banja Luka Challenger Banja Luka, Bosnia și Herzegovina Challenger 80 – Zgură – 32S/24Q/16D              | Vladyslav Manafov Oleg Prihodko 6–3, 6–4                 | Fabian Fallert Hendrik Jebens                | Nicolás Álvarez Dragoș Nicolae Mădăraș     | Kimmer Coppejans Nerman Fatić Benjamin Hassan Alexey Vatutin               |
| 22 august  | Championnats Banque Nationale de Granby Granby, Canada Challenger 80 – Dură – 32S/24Q/16D                | Gabriel Diallo 7–5, 7–6(7–5)                             | Shang Juncheng                               | Hiroki Moriya Aidan Mayo                   | Aziz Dougaz Ugo Humbert Jordan Thompson Nicolás Mejía                      |
| 22 august  | Championnats Banque Nationale de Granby Granby, Canada Challenger 80 – Dură – 32S/24Q/16D                | Julian Cash Henry Patten 6–3, 6–2                        | Jonathan Eysseric Artem Sitak                | Hiroki Moriya Aidan Mayo                   | Aziz Dougaz Ugo Humbert Jordan Thompson Nicolás Mejía                      |
| 22 august  | IBG Prague Open Praga, Republica Cehă Challenger 50 – Zgură – 32S/24Q/16D                                | Oleksii Krutykh 6–3, 6–7(2–7), 6–2                       | Lucas Gerch                                  | João Domingues Jakub Menšík                | Matteo Gigante Mariano Navone Martín Cuevas Nicolas Moreno de Alboran      |
| 22 august  | IBG Prague Open Praga, Republica Cehă Challenger 50 – Zgură – 32S/24Q/16D                                | Victor Vlad Cornea Andrew Paulson 6–3, 6–1               | Adrian Andreev Murkel Dellien                | João Domingues Jakub Menšík                | Matteo Gigante Mariano Navone Martín Cuevas Nicolas Moreno de Alboran      |
| 22 august  | Nonthaburi Challenger Nonthaburi, Thailanda Challenger 50 – Dură – 32S/24Q/16D                           | Valentin Vacherot 6–3, 7–6(7–4)                          | Lý Hoàng Nam                                 | Dane Sweeny Yasutaka Uchiyama              | Alastair Gray Alibek Kachmazov Kyrian Jacquet Omar Jasika                  |
| 22 august  | Nonthaburi Challenger Nonthaburi, Thailanda Challenger 50 – Dură – 32S/24Q/16D                           | Evgeny Donskoy Alibek Kachmazov 6–3, 1–6, [10–7]         | Nam Ji-sung Song Min-kyu                     | Dane Sweeny Yasutaka Uchiyama              | Alastair Gray Alibek Kachmazov Kyrian Jacquet Omar Jasika                  |
| 29 august  | Città di Como Challenger Como, Italia Challenger 80 – Zgură – 32S/24Q/16D                                | Cedrik-Marcel Stebe 7–6(7–2), 6–4                        | Francesco Passaro                            | Matteo Arnaldi Lukáš Klein                 | Nerman Fatić Kenny de Schepper Matteo Gigante Riccardo Bonadio             |
| 29 august  | Città di Como Challenger Como, Italia Challenger 80 – Zgură – 32S/24Q/16D                                | Alexander Erler Lucas Miedler 6–1, 7–6(7–3)              | Dustin Brown Julian Lenz                     | Matteo Arnaldi Lukáš Klein                 | Nerman Fatić Kenny de Schepper Matteo Gigante Riccardo Bonadio             |
| 29 august  | Rafa Nadal Open Mallorca, Spania Challenger 80 – Dură – 32S/24Q/16D                                      | Luca Nardi 7–6(7–2), 3–6, 7–5                            | Zizou Bergs                                  | Abedallah Shelbayh Alexandar Lazarov       | Dmitry Popko Jay Clarke Mikhail Kukushkin Jerzy Janowicz                   |
| 29 august  | Rafa Nadal Open Mallorca, Spania Challenger 80 – Dură – 32S/24Q/16D                                      | Yuki Bhambri Saketh Myneni 6–2, 6–2                      | Marek Gengel Lukáš Rosol                     | Abedallah Shelbayh Alexandar Lazarov       | Dmitry Popko Jay Clarke Mikhail Kukushkin Jerzy Janowicz                   |
| 29 august  | Internationaux de Tennis de Toulouse Toulouse, Franța Challenger 80 – Zgură – 32S/24Q/16D<               | Kimmer Coppejans 6–7(8–10), 6–4, 6–3                     | Maxime Janvier                               | Titouan Droguet Louis Wessels              | Frederico Ferreira Silva Arthur Fils Marco Trungelliti Luca Van Assche     |
| 29 august  | Internationaux de Tennis de Toulouse Toulouse, Franța Challenger 80 – Zgură – 32S/24Q/16D<               | Maxime Janvier Malek Jaziri 6–3, 7–6(7–5)                | Théo Arribagé Titouan Droguet                | Titouan Droguet Louis Wessels              | Frederico Ferreira Silva Arthur Fils Marco Trungelliti Luca Van Assche     |
| 29 august  | Nonthaburi Challenger II Nonthaburi, Thailanda Challenger 50 – Dură – 32S/24Q/16D                        | Arthur Cazaux 7–6(8–6), 6–4                              | Omar Jasika                                  | Beibit Zhukayev Gabriel Décamps            | Valentin Vacherot Dane Sweeny Federico Gaio Charles Broom                  |
| 29 august  | Nonthaburi Challenger II Nonthaburi, Thailanda Challenger 50 – Dură – 32S/24Q/16D                        | Benjamin Lock Yuta Shimizu 6–1, 6–3                      | Francis Alcantara Christopher Rungkat        | Beibit Zhukayev Gabriel Décamps            | Valentin Vacherot Dane Sweeny Federico Gaio Charles Broom                  |

### Septembrie
| Săptă mâna    | Turneu                                                                                 | Campioni | Finaliști | Semifinaliști | Sfert-finaliști                                                               |
| ------------- | -------------------------------------------------------------------------------------- | --- | --- | --- | ----------------------------------------------------------------------------- |
| 5 septembrie  | NÖ Open Tulln an der Donau, Austria Challenger 100 – Zgură – 32S/24Q/16D               | Jozef Kovalík 7–6(8–6), 7–6(7–3)                                                                                             | Jelle Sels | Norbert Gombos Elias Ymer | Giulio Zeppieri Sebastian Ofner Lukáš Klein Jurij Rodionov                    |
| 5 septembrie  | NÖ Open Tulln an der Donau, Austria Challenger 100 – Zgură – 32S/24Q/16D               | Alexander Erler Lucas Miedler 6–3, 6–4                                                                                       | Zdeněk Kolář Denys Molchanov                                                                                                 | Norbert Gombos Elias Ymer | Giulio Zeppieri Sebastian Ofner Lukáš Klein Jurij Rodionov                    |
| 5 septembrie  | Copa Sevilla Seville, Spania Challenger 90 – Zgură – 32S/24Q/16D                       | Roberto Carballés Baena 6–3, 7–6(8–6)                                                                                        | Bernabé Zapata Miralles | Facundo Díaz Acosta Timofey Skatov                                                                                           | Kimmer Coppejans Federico Delbonis Jerzy Janowicz Fábián Marozsán             |
| 5 septembrie  | Copa Sevilla Seville, Spania Challenger 90 – Zgură – 32S/24Q/16D                       | Román Andrés Burruchaga Facundo Díaz Acosta 7–5, 6–7(8–10), [10–7]                                                           | Nicolás Álvarez Varona Alberto Barroso Campos                                                                                | Facundo Díaz Acosta Timofey Skatov                                                                                           | Kimmer Coppejans Federico Delbonis Jerzy Janowicz Fábián Marozsán             |
| 5 septembrie  | Cassis Open Provence Cassis, Franța Challenger 80 – Dură – 32S/24Q/16D                 | Hugo Grenier 7–5, 6–4 | James Duckworth | Francesco Maestrelli Tomáš Macháč                                                                                            | Constant Lestienne Kaichi Uchida Zsombor Piros Borna Gojo                     |
| 5 septembrie  | Cassis Open Provence Cassis, Franța Challenger 80 – Dură – 32S/24Q/16D                 | Michael Geerts Joran Vliegen 6–4, 7–6(8–6)                                                                                   | Romain Arneodo Albano Olivetti                                                                                               | Francesco Maestrelli Tomáš Macháč                                                                                            | Constant Lestienne Kaichi Uchida Zsombor Piros Borna Gojo                     |
| 5 septembrie  | Nonthaburi Challenger III Nonthaburi, Thailanda Challenger 50 – Dură – 32S/24Q/16D     | Stuart Parker 6–4, 4–1 ret.                                                                                                  | Arthur Cazaux | Sho Shimabukuro Omar Jasika                                                                                                  | Yosuke Watanuki Billy Harris Lý Hoàng Nam Makoto Ochi                         |
| 5 septembrie  | Nonthaburi Challenger III Nonthaburi, Thailanda Challenger 50 – Dură – 32S/24Q/16D     | Chung Yun-seong Ajeet Rai 6–1, 7–6(8–6)                                                                                      | Francis Alcantara Christopher Rungkat                                                                                        | Sho Shimabukuro Omar Jasika                                                                                                  | Yosuke Watanuki Billy Harris Lý Hoàng Nam Makoto Ochi                         |
| 12 septembrie | Pekao Szczecin Open Szczecin, Polonia Challenger 125 – Zgură – 32S/24Q/16D             | Corentin Moutet 6–2, 6–7(5–7), 6–4                                                                                           | Dennis Novak | Raúl Brancaccio Alexander Shevchenko                                                                                         | Federico Delbonis Jan Choinski Matteo Arnaldi Roberto Carballés Baena         |
| 12 septembrie | Pekao Szczecin Open Szczecin, Polonia Challenger 125 – Zgură – 32S/24Q/16D             | Dustin Brown Andrea Vavassori 6–4, 5–7, [10–8]                                                                               | Roman Jebavý Adam Pavlásek                                                                                                   | Raúl Brancaccio Alexander Shevchenko                                                                                         | Federico Delbonis Jan Choinski Matteo Arnaldi Roberto Carballés Baena         |
| 12 septembrie | Open de Rennes Rennes, Franța Challenger 90 – Dură – 32S/24Q/16D                       | Ugo Humbert 6–3, 6–0 | Dominic Thiem | Hugo Gaston Peter Gojowczyk                                                                                                  | Benoît Paire Adrian Andreev Gijs Brouwer Grégoire Barrère                     |
| 12 septembrie | Open de Rennes Rennes, Franța Challenger 90 – Dură – 32S/24Q/16D                       | Jonathan Eysseric David Pel 6–4, 6–4                                                                                         | Dan Added Albano Olivetti | Hugo Gaston Peter Gojowczyk                                                                                                  | Benoît Paire Adrian Andreev Gijs Brouwer Grégoire Barrère                     |
| 12 septembrie | Istanbul Challenger Istanbul, Turcia Challenger 80 – Dură – 32S/24Q/16D                | Radu Albot 6–2, 6–0 | Lukáš Rosol | Koray Kırcı Geoffrey Blancaneaux                                                                                             | Laurent Lokoli Sebastian Ofner Harold Mayot Beibit Zhukayev                   |
| 12 septembrie | Istanbul Challenger Istanbul, Turcia Challenger 80 – Dură – 32S/24Q/16D                | Purav Raja Divij Sharan 6–4, 3–6, [10–8]                                                                                     | Arjun Kadhe Fernando Romboli                                                                                                 | Koray Kırcı Geoffrey Blancaneaux                                                                                             | Laurent Lokoli Sebastian Ofner Harold Mayot Beibit Zhukayev                   |
| 12 septembrie | Cary Challenger Cary, Statele Unite Challenger 80 – Dură – 32S/24Q/16D                 | Michael Mmoh 7–5, 6–3 | Dominik Koepfer | Denis Kudla Jordan Thompson                                                                                                  | Facundo Mena Tennys Sandgren Yasutaka Uchiyama Nick Chappell                  |
| 12 septembrie | Cary Challenger Cary, Statele Unite Challenger 80 – Dură – 32S/24Q/16D                 | Nathaniel Lammons Jackson Withrow 7–5, 2–6, [10–5]                                                                           | Treat Huey John-Patrick Smith                                                                                                | Denis Kudla Jordan Thompson                                                                                                  | Facundo Mena Tennys Sandgren Yasutaka Uchiyama Nick Chappell                  |
| 19 septembrie | AON Open Challenger Genoa, Italia Challenger 125 – Zgură – 32S/24Q/16D                 | Thiago Monteiro 6–1, 7–6(7–2)                                                                                                | Andrea Pellegrino | Dušan Lajović Adrian Andreev                                                                                                 | Albert Ramos Viñolas Marco Cecchinato Raúl Brancaccio Sebastian Ofner         |
| 19 septembrie | AON Open Challenger Genoa, Italia Challenger 125 – Zgură – 32S/24Q/16D                 | Dustin Brown Andrea Vavassori 6–2, 6–2                                                                                       | Roman Jebavý Adam Pavlásek                                                                                                   | Dušan Lajović Adrian Andreev                                                                                                 | Albert Ramos Viñolas Marco Cecchinato Raúl Brancaccio Sebastian Ofner         |
| 19 septembrie | Braga Open Braga, Portugalia Challenger 80 – Zgură – 32S/24Q/16D                       | Nicolas Moreno de Alboran 6–2, 6–4                                                                                           | Matheus Pucinelli de Almeida                                                                                                 | Jelle Sels Timofey Skatov | Pablo Llamas Ruiz Alexander Shevchenko Javier Barranco Cosano Carlos Taberner |
| 19 septembrie | Braga Open Braga, Portugalia Challenger 80 – Zgură – 32S/24Q/16D                       | Vít Kopřiva Jaroslav Pospíšil 3–6, 6–3, [10–4]                                                                               | Jeevan Nedunchezhiyan Christopher Rungkat                                                                                    | Jelle Sels Timofey Skatov | Pablo Llamas Ruiz Alexander Shevchenko Javier Barranco Cosano Carlos Taberner |
| 19 septembrie | Columbus Challenger II Columbus, Statele Unite Challenger 80 – Dură – 32S/24Q/16D      | Jordan Thompson 7–6(8–6), 6–2                                                                                                | Emilio Gómez | Cannon Kingsley Rinky Hijikata                                                                                               | Gabriel Diallo Aleksandar Vukic Dominic Stricker Nick Chappell                |
| 19 septembrie | Columbus Challenger II Columbus, Statele Unite Challenger 80 – Dură – 32S/24Q/16D      | Julian Cash Henry Patten 6–2, 7–5                                                                                            | Charles Broom Constantin Frantzen                                                                                            | Cannon Kingsley Rinky Hijikata                                                                                               | Gabriel Diallo Aleksandar Vukic Dominic Stricker Nick Chappell                |
| 19 septembrie | Sibiu Open Sibiu, România Challenger 80 – Zgură – 32S/24Q/16D                          | Nerman Fatić 6–3, 6–4 | Damir Džumhur | Federico Coria Nicholas David Ionel                                                                                          | Máté Valkusz Ivan Gakhov Lukáš Klein Filip Misolic                            |
| 19 septembrie | Sibiu Open Sibiu, România Challenger 80 – Zgură – 32S/24Q/16D                          | Ivan Sabanov Matej Sabanov 3–6, 7–5, [10–4]                                                                                  | Alexander Erler Lucas Miedler                                                                                                | Federico Coria Nicholas David Ionel                                                                                          | Máté Valkusz Ivan Gakhov Lukáš Klein Filip Misolic                            |
| 19 septembrie | Challenger de Villa María Villa María, Argentina Challenger 80 – Zgură – 32S/24Q/16D<  | Nicolás Kicker 7–5, 6–3 | Mariano Navone | Facundo Díaz Acosta Facundo Bagnis                                                                                           | Yannick Hanfmann Renzo Olivo Hernán Casanova Juan Manuel Cerúndolo            |
| 19 septembrie | Challenger de Villa María Villa María, Argentina Challenger 80 – Zgură – 32S/24Q/16D<  | Hernán Casanova Santiago Rodríguez Taverna 6–4, 6–3                                                                          | Facundo Juárez Ignacio Monzón                                                                                                | Facundo Díaz Acosta Facundo Bagnis                                                                                           | Yannick Hanfmann Renzo Olivo Hernán Casanova Juan Manuel Cerúndolo            |
| 26 septembrie | Open d'Orléans Orléans, Franța Challenger 125 – Dură – 32S/24Q/16D                     | Grégoire Barrère 4–6, 6–3, 6–4                                                                                               | Quentin Halys | Adrian Andreev Hugo Gaston                                                                                                   | Norbert Gombos Evan Furness Richard Gasquet Jack Sock                         |
| 26 septembrie | Open d'Orléans Orléans, Franța Challenger 125 – Dură – 32S/24Q/16D                     | Nicolas Mahut Édouard Roger-Vasselin 6–2, 6–4                                                                                | Michael Geerts Skander Mansouri                                                                                              | Adrian Andreev Hugo Gaston                                                                                                   | Norbert Gombos Evan Furness Richard Gasquet Jack Sock                         |
| 26 septembrie | Challenger de Buenos Aires Buenos Aires, Argentina Challenger 80 – Zgură – 32S/24Q/16D | Juan Manuel Cerúndolo 6–4, 2–6, 7–5                                                                                          | Camilo Ugo Carabelli | Mariano Navone Dmitry Popko                                                                                                  | Thiago Seyboth Wild Facundo Bagnis Renzo Olivo Román Andrés Burruchaga        |
| 26 septembrie | Challenger de Buenos Aires Buenos Aires, Argentina Challenger 80 – Zgură – 32S/24Q/16D | Guido Andreozzi Guillermo Durán 6–0, 7–5                                                                                     | Román Andrés Burruchaga Facundo Díaz Acosta                                                                                  | Mariano Navone Dmitry Popko                                                                                                  | Thiago Seyboth Wild Facundo Bagnis Renzo Olivo Román Andrés Burruchaga        |
| 26 septembrie | LTP Men's Open Charleston, Statele Unite Challenger 80 – Dură – 32S/24Q/16D            | Competiția a fost abandonată după jocul de miercuri din cauza impactului prognozat al uraganului Ian asupra Carolinei de Sud | Competiția a fost abandonată după jocul de miercuri din cauza impactului prognozat al uraganului Ian asupra Carolinei de Sud | Competiția a fost abandonată după jocul de miercuri din cauza impactului prognozat al uraganului Ian asupra Carolinei de Sud | Jordan Thompson Giovanni Oradini Zachary Svajda Donald Young                  |
| 26 septembrie | Lisboa Belém Open Lisabona, Portugalia Challenger 80 – Zgură – 32S/24Q/16D             | Marco Cecchinato 6–3, 6–3 | Luca Van Assche | Filip Misolic Timofey Skatov                                                                                                 | Alexandre Müller Giulio Zeppieri Benoît Paire Carlos Taberner                 |
| 26 septembrie | Lisboa Belém Open Lisabona, Portugalia Challenger 80 – Zgură – 32S/24Q/16D             | Zdeněk Kolář Gonçalo Oliveira 6–1, 7–6(7–4)                                                                                  | Vladyslav Manafov Oleg Prihodko                                                                                              | Filip Misolic Timofey Skatov                                                                                                 | Alexandre Müller Giulio Zeppieri Benoît Paire Carlos Taberner                 |

### Octombrie
| Săptă mâna   | Turneu                                                                                                 | Campioni                                                          | Finaliști                                   | Semifinaliști                              | Sfert-finaliști                                                                        |
| ------------ | --- | ----------------------------------------------------------------- | ------------------------------------------- | ------------------------------------------ | -------------------------------------------------------------------------------------- |
| 3 octombrie  | Parma Challenger Parma, Italia Challenger 125 – Zgură – 32S/24Q/16D                                    | Timofey Skatov 7–5, 6–7(2–7), 6–4                                 | Jozef Kovalík                               | Vít Kopřiva Gianluca Mager                 | Roberto Carballés Baena Andrea Vavassori Máté Valkusz Dušan Lajović                    |
| 3 octombrie  | Parma Challenger Parma, Italia Challenger 125 – Zgură – 32S/24Q/16D                                    | Tomislav Brkić Nikola Ćaćić 6–2, 6–2                              | Luis David Martínez Igor Zelenay            | Vít Kopřiva Gianluca Mager                 | Roberto Carballés Baena Andrea Vavassori Máté Valkusz Dušan Lajović                    |
| 3 octombrie  | Internationaux de Tennis de Vendée Mouilleron-le-Captif, Franța Challenger 90 – Dură – 32S/24Q/16D     | Jelle Sels 6–4, 6–3                                               | Vasek Pospisil                              | Jurgen Briand Hugo Gaston                  | Otto Virtanen Tomáš Macháč Norbert Gombos J. J. Wolf                                   |
| 3 octombrie  | Internationaux de Tennis de Vendée Mouilleron-le-Captif, Franța Challenger 90 – Dură – 32S/24Q/16D     | Sander Arends David Pel 6–7(1–7), 7–6(8–6), [10–6]                | Purav Raja Divij Sharan                     | Jurgen Briand Hugo Gaston                  | Otto Virtanen Tomáš Macháč Norbert Gombos J. J. Wolf                                   |
| 3 octombrie  | JC Ferrero Challenger Open Alicante, Spania Challenger 80 – Dură – 32S/24Q/16D                         | Lukáš Klein 6–3, 6–4                                              | Nick Hardt                                  | Fábián Marozsán Matteo Arnaldi             | Salvatore Caruso Dimitar Kuzmanov Frederico Ferreira Silva Emilio Nava                 |
| 3 octombrie  | JC Ferrero Challenger Open Alicante, Spania Challenger 80 – Dură – 32S/24Q/16D                         | Robin Haase Albano Olivetti 7–6(7–5), 7–5                         | Sanjar Fayziev Sergey Fomin                 | Fábián Marozsán Matteo Arnaldi             | Salvatore Caruso Dimitar Kuzmanov Frederico Ferreira Silva Emilio Nava                 |
| 3 octombrie  | Campeonato Internacional de Tênis de Campinas Campinas, Brazilia Challenger 80 – Zgură – 32S/24Q/16D   | Jan Choinski 6–4, 6–4                                             | Juan Pablo Varillas                         | Rémy Bertola Luciano Darderi               | Facundo Mena Alexandre Müller Facundo Bagnis Facundo Juárez                            |
| 3 octombrie  | Campeonato Internacional de Tênis de Campinas Campinas, Brazilia Challenger 80 – Zgură – 32S/24Q/16D   | Boris Arias Federico Zeballos 7–5, 6–2                            | Guido Andreozzi Guillermo Durán             | Rémy Bertola Luciano Darderi               | Facundo Mena Alexandre Müller Facundo Bagnis Facundo Juárez                            |
| 3 octombrie  | Gwangju Open Gwangju, Coreea de Sud Challenger 80 – Dură – 32S/24Q/16D                                 | Zsombor Piros 6–2, 6–4                                            | Emilio Gómez                                | Marc Polmans Christopher Eubanks           | Nam Ji-sung Maximilian Neuchrist Maximilian Marterer Rinky Hijikata                    |
| 3 octombrie  | Gwangju Open Gwangju, Coreea de Sud Challenger 80 – Dură – 32S/24Q/16D                                 | Nicolás Barrientos Miguel Ángel Reyes-Varela 2–6, 6–3, [10–6]     | Yuki Bhambri Saketh Myneni                  | Marc Polmans Christopher Eubanks           | Nam Ji-sung Maximilian Neuchrist Maximilian Marterer Rinky Hijikata                    |
| 3 octombrie  | Tiburon Challenger Tiburon, Statele Unite Challenger 80 – Dură – 32S/24Q/16D                           | Zachary Svajda 2–6, 6–2, 6–4                                      | Ben Shelton                                 | Denis Kudla Alexis Galarneau               | Enzo Couacaud Mitchell Krueger Ernesto Escobedo Paul Jubb                              |
| 3 octombrie  | Tiburon Challenger Tiburon, Statele Unite Challenger 80 – Dură – 32S/24Q/16D                           | Leandro Riedi Valentin Vacherot 6–7(2–7), 6–3, [10–2]             | Ezekiel Clark Alfredo Perez                 | Denis Kudla Alexis Galarneau               | Enzo Couacaud Mitchell Krueger Ernesto Escobedo Paul Jubb                              |
| 10 octombrie | Seoul Open Challenger Seoul, Coreea de Sud Challenger 110 – Dură – 32S/24Q/16D                         | Li Tu 7–6(7–5), 6–4                                               | Wu Yibing                                   | Kamil Majchrzak James Duckworth            | Dalibor Svrčina Shintaro Mochizuki Christopher O'Connell Maximilian Marterer           |
| 10 octombrie | Seoul Open Challenger Seoul, Coreea de Sud Challenger 110 – Dură – 32S/24Q/16D                         | Kaichi Uchida Wu Tung-lin 6–7(2–7), 7–5, [11–9]                   | Chung Yun-seong Aleksandar Kovacevic        | Kamil Majchrzak James Duckworth            | Dalibor Svrčina Shintaro Mochizuki Christopher O'Connell Maximilian Marterer           |
| 10 octombrie | Saint-Tropez Open Saint-Tropez, Franța Challenger 100 – Dură – 32S/24Q/16D                             | Mattia Bellucci 6–3, 6–3                                          | Matteo Arnaldi                              | Ugo Humbert Jurij Rodionov                 | Grégoire Barrère Valentin Royer Roberto Marcora Salvatore Caruso                       |
| 10 octombrie | Saint-Tropez Open Saint-Tropez, Franța Challenger 100 – Dură – 32S/24Q/16D                             | Dan Added Albano Olivetti 6–3, 3–6, [12–10]                       | Romain Arneodo Tristan-Samuel Weissborn     | Ugo Humbert Jurij Rodionov                 | Grégoire Barrère Valentin Royer Roberto Marcora Salvatore Caruso                       |
| 10 octombrie | Fairfield Challenger Fairfield, Statele Unite Challenger 80 – Dură – 32S/24Q/16D                       | Michael Mmoh 6–3, 6–2                                             | Gabriel Diallo                              | Alafia Ayeni Sam Riffice                   | Tennys Sandgren Enzo Couacaud Shang Juncheng Alexis Galarneau                          |
| 10 octombrie | Fairfield Challenger Fairfield, Statele Unite Challenger 80 – Dură – 32S/24Q/16D                       | Julian Cash Henry Patten 6–3, 6–1                                 | Anirudh Chandrasekar Vijay Sundar Prashanth | Alafia Ayeni Sam Riffice                   | Tennys Sandgren Enzo Couacaud Shang Juncheng Alexis Galarneau                          |
| 10 octombrie | Wolffkran Open Ismaning, Germania Challenger 80 – Covor – 32S/24Q/16D                                  | Quentin Halys 7–6(8–6), 6–3                                       | Max Hans Rehberg                            | Kacper Żuk Vasek Pospisil                  | Alastair Gray Denis Yevseyev Vitaliy Sachko Elmar Ejupović                             |
| 10 octombrie | Wolffkran Open Ismaning, Germania Challenger 80 – Covor – 32S/24Q/16D                                  | Michael Geerts Patrik Niklas-Salminen 7–6(7–5), 7–6(10–8)         | Fabian Fallert Hendrik Jebens               | Kacper Żuk Vasek Pospisil                  | Alastair Gray Denis Yevseyev Vitaliy Sachko Elmar Ejupović                             |
| 10 octombrie | Challenger Rio de Janeiro Rio de Janeiro, Brazilia Challenger 80 – Zgură – 32S/24Q/16D                 | Marco Cecchinato 4–6, 6–4, 6–3                                    | Yannick Hanfmann                            | Federico Coria Alexandre Müller            | Juan Manuel Cerúndolo Matheus Pucinelli de Almeida Luciano Darderi Juan Pablo Varillas |
| 10 octombrie | Challenger Rio de Janeiro Rio de Janeiro, Brazilia Challenger 80 – Zgură – 32S/24Q/16D                 | Guido Andreozzi Guillermo Durán 6–3, 6–2                          | Karol Drzewiecki Jakub Paul                 | Federico Coria Alexandre Müller            | Juan Manuel Cerúndolo Matheus Pucinelli de Almeida Luciano Darderi Juan Pablo Varillas |
| 17 octombrie | Busan Open Busan, Coreea de Sud Challenger 125 – Dură – 32S/24Q/16D                                    | Kamil Majchrzak 6–4, 3–6, 6–2                                     | Radu Albot                                  | Christopher O'Connell Hong Seong-chan      | Kwon Soon-woo Christopher Eubanks John Millman Marc Polmans                            |
| 17 octombrie | Busan Open Busan, Coreea de Sud Challenger 125 – Dură – 32S/24Q/16D                                    | Marc Polmans Max Purcell 6–7(5–7), 6–2, [12–10]                   | Nam Ji-sung Song Min-kyu                    | Christopher O'Connell Hong Seong-chan      | Kwon Soon-woo Christopher Eubanks John Millman Marc Polmans                            |
| 17 octombrie | Ambato La Gran Ciudad Ambato, Ecuador Challenger 80 – Zgură – 32S/24Q/16D                              | Facundo Bagnis 7–6(9–7), 6–4                                      | João Lucas Reis da Silva                    | Juan Pablo Varillas Thiago Agustín Tirante | Nicolás Mejía Miljan Zekić Facundo Mena Santiago Rodríguez Taverna                     |
| 17 octombrie | Ambato La Gran Ciudad Ambato, Ecuador Challenger 80 – Zgură – 32S/24Q/16D                              | Santiago Rodríguez Taverna Thiago Agustín Tirante 7–6(13–11), 6–3 | Benjamin Lock Courtney John Lock            | Juan Pablo Varillas Thiago Agustín Tirante | Nicolás Mejía Miljan Zekić Facundo Mena Santiago Rodríguez Taverna                     |
| 17 octombrie | Challenger Coquimbo II Coquimbo, Chile Challenger 80 – Zgură – 32S/24Q/16D                             | Juan Manuel Cerúndolo 6–3, 3–6, 6–4                               | Facundo Díaz Acosta                         | Timofey Skatov Franco Agamenone            | Federico Coria Marco Cecchinato Andrea Collarini Tomás Martín Etcheverry               |
| 17 octombrie | Challenger Coquimbo II Coquimbo, Chile Challenger 80 – Zgură – 32S/24Q/16D                             | Franco Agamenone Hernán Casanova 6–3, 6–4                         | Karol Drzewiecki Jakub Paul                 | Timofey Skatov Franco Agamenone            | Federico Coria Marco Cecchinato Andrea Collarini Tomás Martín Etcheverry               |
| 17 octombrie | Hamburg Ladies & Gents Cup Hamburg, Germania Challenger 80 – Dură – 32S/24Q/16D                        | Alexander Ritschard 7–5, 6–5 ret.                                 | Henri Laaksonen                             | Robin Haase Matteo Martineau               | Grégoire Barrère Julian Lenz Jonáš Forejtek Jelle Sels                                 |
| 17 octombrie | Hamburg Ladies & Gents Cup Hamburg, Germania Challenger 80 – Dură – 32S/24Q/16D                        | Treat Huey Max Schnur 7–6(8–6), 6–4                               | Dustin Brown Julian Lenz                    | Robin Haase Matteo Martineau               | Grégoire Barrère Julian Lenz Jonáš Forejtek Jelle Sels                                 |
| 17 octombrie | Vilnius Open Vilnius, Lituania Challenger 80 – Dură – 32S/24Q/16D                                      | Mattia Bellucci 1–6, 6–3, 7–5                                     | Cem İlkel                                   | Viktor Durasovic Dan Added                 | Antoine Escoffier Zdeněk Kolář Laurent Lokoli Lukáš Klein                              |
| 17 octombrie | Vilnius Open Vilnius, Lituania Challenger 80 – Dură – 32S/24Q/16D                                      | Romain Arneodo Tristan-Samuel Weissborn 6–4, 5–7, [10–5]          | Dan Added Théo Arribagé                     | Viktor Durasovic Dan Added                 | Antoine Escoffier Zdeněk Kolář Laurent Lokoli Lukáš Klein                              |
| 24 octombrie | Brest Challenger Brest, Franța Challenger 90 – Dură – 32S/24Q/16D                                      | Grégoire Barrère 6–3, 6–3                                         | Luca Van Assche                             | Mathias Bourgue Evgeny Donskoy             | Jelle Sels Gilles Simon Manuel Guinard Geoffrey Blancaneaux                            |
| 24 octombrie | Brest Challenger Brest, Franța Challenger 90 – Dură – 32S/24Q/16D                                      | Viktor Durasovic Otto Virtanen 6–4, 6–4                           | Filip Bergevi Petros Tsitsipas              | Mathias Bourgue Evgeny Donskoy             | Jelle Sels Gilles Simon Manuel Guinard Geoffrey Blancaneaux                            |
| 24 octombrie | Las Vegas Challenger Las Vegas, Statele Unite Challenger 80 – Dură – 32S/24Q/16D                       | Tennys Sandgren 7–5, 6–3                                          | Stefan Kozlov                               | Shang Juncheng Steve Johnson               | Ernesto Escobedo Brandon Holt Alexis Galarneau Juan Pablo Ficovich                     |
| 24 octombrie | Las Vegas Challenger Las Vegas, Statele Unite Challenger 80 – Dură – 32S/24Q/16D                       | Julian Cash Henry Patten 6–4, 7–6(7–1)                            | Constantin Frantzen Reese Stalder           | Shang Juncheng Steve Johnson               | Ernesto Escobedo Brandon Holt Alexis Galarneau Juan Pablo Ficovich                     |
| 24 octombrie | Lima Challenger II Lima, Peru Challenger 80 – Zgură – 32S/24Q/16D                                      | Daniel Altmaier 6–1, 6–7(4–7), 6–4                                | Tomás Martín Etcheverry                     | Federico Coria Román Andrés Burruchaga     | Ernesto Escobedo Brandon Holt Alexis Galarneau Juan Pablo Ficovich                     |
| 24 octombrie | Lima Challenger II Lima, Peru Challenger 80 – Zgură – 32S/24Q/16D                                      | Jesper de Jong Max Houkes 7–6(8–6), 3–6, [12–10]                  | Guido Andreozzi Guillermo Durán             | Federico Coria Román Andrés Burruchaga     | Ernesto Escobedo Brandon Holt Alexis Galarneau Juan Pablo Ficovich                     |
| 24 octombrie | Sparkassen ATP Challenger Ortisei, Italia Challenger 80 – Dură – 32S/24Q/16D                           | Borna Gojo 7–6(7–4), 6–3                                          | Lukáš Klein                                 | Andrea Vavassori Flavio Cobolli            | Tomáš Macháč Luca Nardi Giulio Zeppieri Lukáš Rosol                                    |
| 24 octombrie | Sparkassen ATP Challenger Ortisei, Italia Challenger 80 – Dură – 32S/24Q/16D                           | Denis Istomin Evgeny Karlovskiy 6–3, 7–5                          | Marco Bortolotti Sergio Martos Gornés       | Andrea Vavassori Flavio Cobolli            | Tomáš Macháč Luca Nardi Giulio Zeppieri Lukáš Rosol                                    |
| 24 octombrie | City of Playford Tennis International Playford, Australia Challenger 80 – Dură – 32S/24Q/16D           | Rinky Hijikata 6–1, 6–1                                           | Rio Noguchi                                 | Omar Jasika Max Purcell                    | Jordan Thompson Dayne Kelly Hsu Yu-hsiou James Duckworth                               |
| 24 octombrie | City of Playford Tennis International Playford, Australia Challenger 80 – Dură – 32S/24Q/16D           | Jeremy Beale Calum Puttergill 7–6(7–2), 6–4                       | Rio Noguchi Yusuke Takahashi                | Omar Jasika Max Purcell                    | Jordan Thompson Dayne Kelly Hsu Yu-hsiou James Duckworth                               |
| 31 octombrie | Trofeo Faip–Perrel Bergamo, Italia Challenger 80 – Dură – 32S/24Q/16D                                  | Otto Virtanen 6–2, 7–5                                            | Jan-Lennard Struff                          | Jurij Rodionov Nuno Borges                 | Yannick Hanfmann Matteo Arnaldi Dominic Stricker Andrea Vavassori                      |
| 31 octombrie | Trofeo Faip–Perrel Bergamo, Italia Challenger 80 – Dură – 32S/24Q/16D                                  | Henri Squire Jan-Lennard Struff 6–4, 6–7(5–7), [10–7]             | Jonathan Eysseric Albano Olivetti           | Jurij Rodionov Nuno Borges                 | Yannick Hanfmann Matteo Arnaldi Dominic Stricker Andrea Vavassori                      |
| 31 octombrie | Charlottesville Men's Pro Challenger Charlottesville, Statele Unite Challenger 80 – Dură – 32S/24Q/16D | Ben Shelton 7–6(7–4), 7–5                                         | Christopher Eubanks                         | Emilio Nava Paul Jubb                      | Denis Kudla Shang Juncheng Lucas Gerch Iñaki Montes de la Torre                        |
| 31 octombrie | Charlottesville Men's Pro Challenger Charlottesville, Statele Unite Challenger 80 – Dură – 32S/24Q/16D | Julian Cash Henry Patten 6–2, 6–4                                 | Alex Lawson Artem Sitak                     | Emilio Nava Paul Jubb                      | Denis Kudla Shang Juncheng Lucas Gerch Iñaki Montes de la Torre                        |
| 31 octombrie | Challenger Ciudad de Guayaquil Guayaquil, Ecuador Challenger 80 – Zgură – 32S/24Q/16D                  | Daniel Altmaier 6–2, 6–4                                          | Federico Coria                              | Juan Pablo Varillas Marco Cecchinato       | Matheus Pucinelli de Almeida Nicolás Kicker Jesper de Jong Jan Choinski                |
| 31 octombrie | Challenger Ciudad de Guayaquil Guayaquil, Ecuador Challenger 80 – Zgură – 32S/24Q/16D                  | Guido Andreozzi Guillermo Durán 6–0, 6–4                          | Facundo Díaz Acosta Luis David Martínez     | Juan Pablo Varillas Marco Cecchinato       | Matheus Pucinelli de Almeida Nicolás Kicker Jesper de Jong Jan Choinski                |
| 31 octombrie | NSW Open Sydney, Australia Challenger 80 – Dură – 32S/24Q/16D                                          | Hsu Yu-hsiou 6–4, 7–6(7–5)                                        | Marc Polmans                                | Max Purcell Marek Gengel                   | Tristan Schoolkate James McCabe Adam Walton Mark Whitehouse                            |
| 31 octombrie | NSW Open Sydney, Australia Challenger 80 – Dură – 32S/24Q/16D                                          | Blake Ellis Tristan Schoolkate 4–6, 7–5, [11–9]                   | Ajeet Rai Yuta Shimizu                      | Max Purcell Marek Gengel                   | Tristan Schoolkate James McCabe Adam Walton Mark Whitehouse                            |
| 31 octombrie | Keio Challenger Yokohama, Japonia Challenger 80 – Dură – 32S/24Q/16D                                   | Christopher O'Connell 6–1, 6–7(5–7), 6–3                          | Yosuke Watanuki                             | Sho Shimabukuro Nino Serdarušić            | Wu Tung-lin Damir Džumhur Kaichi Uchida John Millman                                   |
| 31 octombrie | Keio Challenger Yokohama, Japonia Challenger 80 – Dură – 32S/24Q/16D                                   | Victor Vlad Cornea Ruben Gonzales 7–5, 6–3                        | Tomoya Fujiwara Masamichi Imamura           | Sho Shimabukuro Nino Serdarušić            | Wu Tung-lin Damir Džumhur Kaichi Uchida John Millman                                   |

### Noiembrie
| Săptă mâna   | Turneu                                                                                                | Campioni                                                | Finaliști                                      | Semifinaliști                             | Sfert-finaliști                                                                     |
| ------------ | --- | ------------------------------------------------------- | ---------------------------------------------- | ----------------------------------------- | ----------------------------------------------------------------------------------- |
| 7 noiembrie  | Open International de Tennis de Roanne Roanne, Franța Challenger 100 – Dură – 32S/24Q/16D             | Hugo Gaston 6–7(6–8), 7–5, 6–1                          | Henri Laaksonen                                | Alexei Popyrin Otto Virtanen              | Arthur Fils Luca Van Assche Pavel Kotov Nikoloz Basilashvili                        |
| 7 noiembrie  | Open International de Tennis de Roanne Roanne, Franța Challenger 100 – Dură – 32S/24Q/16D             | Sadio Doumbia Fabien Reboul 7–6(7–5), 6–4               | Dustin Brown Szymon Walków                     | Alexei Popyrin Otto Virtanen              | Arthur Fils Luca Van Assche Pavel Kotov Nikoloz Basilashvili                        |
| 7 noiembrie  | Slovak Open Bratislava, Slovacia Challenger 90 – Dură – 32S/24Q/16D                                   | Márton Fucsovics 6–2, 6–4                               | Fábián Marozsán                                | Cem İlkel Tomáš Macháč                    | Tim van Rijthoven Norbert Gombos Lukáš Klein Maximilian Marterer                    |
| 7 noiembrie  | Slovak Open Bratislava, Slovacia Challenger 90 – Dură – 32S/24Q/16D                                   | Denys Molchanov Aleksandr Nedovyesov 4–6, 6–4, [10–6]   | Petr Nouza Andrew Paulson                      | Cem İlkel Tomáš Macháč                    | Tim van Rijthoven Norbert Gombos Lukáš Klein Maximilian Marterer                    |
| 7 noiembrie  | Calgary National Bank Challenger Calgary, Canada Challenger 80 – Dură – 32S/24Q/16D                   | Dominik Koepfer 6–2, 6–4                                | Aleksandar Vukic                               | Gabriel Diallo Maks Kaśnikowski           | Harold Mayot Antoine Escoffier Alexis Galarneau Vasek Pospisil                      |
| 7 noiembrie  | Calgary National Bank Challenger Calgary, Canada Challenger 80 – Dură – 32S/24Q/16D                   | Maximilian Neuchrist Michail Pervolarakis 6–4, 6–4      | Julian Ocleppo Kai Wehnelt                     | Gabriel Diallo Maks Kaśnikowski           | Harold Mayot Antoine Escoffier Alexis Galarneau Vasek Pospisil                      |
| 7 noiembrie  | Knoxville Challenger Knoxville, Statele Unite Challenger 80 – Dură – 32S/24Q/16D                      | Ben Shelton 6–3, 1–6, 7–6(7–4)                          | Christopher Eubanks                            | Michael Mmoh Enzo Couacaud                | Tennys Sandgren Lucas Gerch Aleksandar Kovacevic Stefan Kozlov                      |
| 7 noiembrie  | Knoxville Challenger Knoxville, Statele Unite Challenger 80 – Dură – 32S/24Q/16D                      | Hunter Reese Tennys Sandgren 6–7(4–7), 7–6(7–3), [10–5] | Martin Damm Mitchell Krueger                   | Michael Mmoh Enzo Couacaud                | Tennys Sandgren Lucas Gerch Aleksandar Kovacevic Stefan Kozlov                      |
| 7 noiembrie  | Matsuyama Challenger Matsuyama, Japonia Challenger 80 – Dură – 32S/24Q/16D                            | Hong Seong-chan 6–3, 6–2                                | Wu Tung-lin                                    | Lý Hoàng Nam Shintaro Mochizuki           | Hsu Yu-hsiou Kaichi Uchida Nicholas David Ionel Jason Jung                          |
| 7 noiembrie  | Matsuyama Challenger Matsuyama, Japonia Challenger 80 – Dură – 32S/24Q/16D                            | Andrew Harris John-Patrick Smith 6–3, 4–6, [10–8]       | Toshihide Matsui Kaito Uesugi                  | Lý Hoàng Nam Shintaro Mochizuki           | Hsu Yu-hsiou Kaichi Uchida Nicholas David Ionel Jason Jung                          |
| 7 noiembrie  | Uruguay Open Montevideo, Uruguay Challenger 80 – Zgură – 32S/24Q/16D                                  | Genaro Alberto Olivieri 6–7(3–7), 7–6(7–5), 6–3         | Tomás Martín Etcheverry                        | Franco Agamenone Daniel Altmaier          | Marco Trungelliti Facundo Bagnis Nicolás Kicker Facundo Díaz Acosta                 |
| 7 noiembrie  | Uruguay Open Montevideo, Uruguay Challenger 80 – Zgură – 32S/24Q/16D                                  | Karol Drzewiecki Piotr Matuszewski 6–4, 6–4             | Facundo Díaz Acosta Luis David Martínez        | Franco Agamenone Daniel Altmaier          | Marco Trungelliti Facundo Bagnis Nicolás Kicker Facundo Díaz Acosta                 |
| 14 noiembrie | HPP Open Helsinki, Finlanda Challenger 90 – Dură – 32S/24Q/16D                                        | Leandro Riedi 6–3, 6–1                                  | Tomáš Macháč                                   | Jelle Sels Yannick Hanfmann               | Dimitar Kuzmanov Adrian Andreev Zizou Bergs Mihail Kukușkin                         |
| 14 noiembrie | HPP Open Helsinki, Finlanda Challenger 90 – Dură – 32S/24Q/16D                                        | Purav Raja Divij Sharan 6–7(5–7), 6–3, [10–8]           | Reese Stalder Petros Tsitsipas                 | Jelle Sels Yannick Hanfmann               | Dimitar Kuzmanov Adrian Andreev Zizou Bergs Mihail Kukușkin                         |
| 14 noiembrie | Champaign–Urbana Challenger Champaign, Statele Unite Challenger 80 – Dură – 32S/24Q/16D               | Ben Shelton 0–6, 6–3, 6–2                               | Aleksandar Vukic                               | Christopher Eubanks Aleksandar Kovacevic  | Nicolás Álvarez Varona Evan Zhu Prajnesh Gunneswaran Steve Johnson                  |
| 14 noiembrie | Champaign–Urbana Challenger Champaign, Statele Unite Challenger 80 – Dură – 32S/24Q/16D               | Robert Galloway Hans Hach Verdugo 3–6, 6–3, [10–5]      | Ezekiel Clark Alfredo Perez                    | Christopher Eubanks Aleksandar Kovacevic  | Nicolás Álvarez Varona Evan Zhu Prajnesh Gunneswaran Steve Johnson                  |
| 14 noiembrie | Challenger Banque Nationale de Drummondville Drummondville, Canada Challenger 80 – Dură – 32S/24Q/16D | Vasek Pospisil 7–6(7–5), 4–6, 6–4                       | Michael Mmoh                                   | Antoine Escoffier Michael Geerts          | Aziz Dougaz Harold Mayot Alexis Galarneau Charles Broom                             |
| 14 noiembrie | Challenger Banque Nationale de Drummondville Drummondville, Canada Challenger 80 – Dură – 32S/24Q/16D | Julian Cash Henry Patten 6–3, 6–3                       | Arthur Fery Giles Hussey                       | Antoine Escoffier Michael Geerts          | Aziz Dougaz Harold Mayot Alexis Galarneau Charles Broom                             |
| 14 noiembrie | Kobe Challenger Kobe, Japonia Challenger 80 – Dură – 32S/24Q/16D                                      | Yosuke Watanuki 6–7(3–7), 7–5, 6–4                      | Frederico Ferreira Silva                       | Christopher O'Connell Nino Serdarušić     | Marc Polmans Ramkumar Ramanathan Shinji Hazawa John Millman                         |
| 14 noiembrie | Kobe Challenger Kobe, Japonia Challenger 80 – Dură – 32S/24Q/16D                                      | Shinji Hazawa Yuta Shimizu 6–4, 6–4                     | Andrew Harris John-Patrick Smith               | Christopher O'Connell Nino Serdarušić     | Marc Polmans Ramkumar Ramanathan Shinji Hazawa John Millman                         |
| 14 noiembrie | São Léo Open São Leopoldo, Brazilia Challenger 80 – Zgură – 32S/24Q/16D                               | Juan Pablo Varillas 7–6(7–5), 4–6, 6–4                  | Facundo Bagnis                                 | Felipe Meligeni Alves Thiago Seyboth Wild | João Fonseca Román Andrés Burruchaga João Lucas Reis da Silva Daniel Dutra da Silva |
| 14 noiembrie | São Léo Open São Leopoldo, Brazilia Challenger 80 – Zgură – 32S/24Q/16D                               | Guido Andreozzi Guillermo Durán 5–1 ret.                | Felipe Meligeni Alves João Lucas Reis da Silva | Felipe Meligeni Alves Thiago Seyboth Wild | João Fonseca Román Andrés Burruchaga João Lucas Reis da Silva Daniel Dutra da Silva |
| 21 noiembrie | Challenger Temuco Temuco, Chile Challenger 100 – Dură – 32S/24Q/16D                                   | Guido Andreozzi 4–6, 6–4, 6–2                           | Nicolás Kicker                                 | Nicolás Mejía Emilio Gómez                | Facundo Bagnis Nick Hardt Juan Bautista Otegui Renzo Olivo                          |
| 21 noiembrie | Challenger Temuco Temuco, Chile Challenger 100 – Dură – 32S/24Q/16D                                   | Guido Andreozzi Guillermo Durán 6–4, 6–2                | Luis David Martínez Jeevan Nedunchezhiyan      | Nicolás Mejía Emilio Gómez                | Facundo Bagnis Nick Hardt Juan Bautista Otegui Renzo Olivo                          |
| 21 noiembrie | Copa Faulcombridge Valencia, Spania Challenger 90 – Zgură – 32S/24Q/16D                               | Oleksii Krutykh 6–2, 6–0                                | Luca Van Assche                                | Nikola Milojević Pablo Llamas Ruiz        | Adrian Andreev Andrea Pellegrino Carlos López Montagud Javier Barranco Cosano       |
| 21 noiembrie | Copa Faulcombridge Valencia, Spania Challenger 90 – Zgură – 32S/24Q/16D                               | Oleksii Krutykh Oriol Roca Batalla 6–3, 7–6(7–3)        | Ivan Sabanov Matej Sabanov                     | Nikola Milojević Pablo Llamas Ruiz        | Adrian Andreev Andrea Pellegrino Carlos López Montagud Javier Barranco Cosano       |
| 21 noiembrie | Internazionali di Tennis Castel del Monte Andria, Italia Challenger 80 – Dură – 32S/24Q/16D           | Leandro Riedi 7–6(7–4), 6–3                             | Mihail Kukușkin                                | Márton Fucsovics Vitaliy Sachko           | Stefano Travaglia Jurij Rodionov Tomáš Macháč Evgeny Karlovskiy                     |
| 21 noiembrie | Internazionali di Tennis Castel del Monte Andria, Italia Challenger 80 – Dură – 32S/24Q/16D           | Julian Cash Henry Patten 6–7(3–7), 6–4, [10–4]          | Francesco Forti Marcello Serafini              | Márton Fucsovics Vitaliy Sachko           | Stefano Travaglia Jurij Rodionov Tomáš Macháč Evgeny Karlovskiy                     |
| 21 noiembrie | Yokkaichi Challenger Yokkaichi, Japonia Challenger 80 – Dură – 32S/24Q/16D                            | Yosuke Watanuki 6–2, 6–2                                | Frederico Ferreira Silva                       | Kaichi Uchida James Duckworth             | Sho Shimabukuro Colin Sinclair Chung Yun-seong Nicholas David Ionel                 |
| 21 noiembrie | Yokkaichi Challenger Yokkaichi, Japonia Challenger 80 – Dură – 32S/24Q/16D                            | Hsu Yu-hsiou Yuta Shimizu 7–6(7–2), 6–4                 | Masamichi Imamura Rio Noguchi                  | Kaichi Uchida James Duckworth             | Sho Shimabukuro Colin Sinclair Chung Yun-seong Nicholas David Ionel                 |
| 28 noiembrie | Maia Challenger Maia, Portugalia Challenger 80 – Zgură (i) – 32S/24Q/16D                              | Luca Van Assche 3–6, 6–4, 6–0                           | Maximilian Neuchrist                           | Nuno Borges Aleksandar Vukic              | Riccardo Bonadio Jan Choinski Ivan Gakhov Jurij Rodionov                            |
| 28 noiembrie | Maia Challenger Maia, Portugalia Challenger 80 – Zgură (i) – 32S/24Q/16D                              | Julian Cash Henry Patten 6–3, 3–6, [10–8]               | Nuno Borges Francisco Cabral                   | Nuno Borges Aleksandar Vukic              | Riccardo Bonadio Jan Choinski Ivan Gakhov Jurij Rodionov                            |
| 28 noiembrie | Maspalomas Challenger Maspalomas, Spania Challenger 80 – Clay – 32S/24Q/16D                           | Dušan Lajović 6–1, 6–4                                  | Steven Diez                                    | Pablo Llamas Ruiz Oriol Roca Batalla      | Adrian Andreev Lorenzo Giustino Vít Kopřiva Gian Marco Moroni                       |
| 28 noiembrie | Maspalomas Challenger Maspalomas, Spania Challenger 80 – Clay – 32S/24Q/16D                           | Evan King Reese Stalder 6–3, 5–7, [11–9]                | Marco Bortolotti Sergio Martos Gornés          | Pablo Llamas Ruiz Oriol Roca Batalla      | Adrian Andreev Lorenzo Giustino Vít Kopřiva Gian Marco Moroni                       |

## Informații statistice

### Titluri per țară
| Total | Țară                        | S  | D  |
| ----- | --------------------------- | -- | -- |
| 46    | Franța (FRA)                | 22 | 24 |
| 41    | Argentina (ARG)             | 23 | 18 |
| 31    | Statele Unite (USA)         | 12 | 19 |
| 29    | Italia (ITA)                | 16 | 13 |
| 21    | Marea Britanie (GBR)        | 9  | 12 |
| 17    | Spania (ESP)                | 7  | 10 |
| 16    | Columbia (COL)              | 2  | 14 |
| 15    | Australia (AUS)             | 9  | 6  |
| 15    | Germania (GER)              | 7  | 8  |
| 15    | Țările de Jos (NED)         | 2  | 13 |
| 14    | Austria (AUT)               | 4  | 10 |
| 13    | Cehia (CZE)                 | 4  | 9  |
| 12    | India (IND)                 | 0  | 12 |
| 11    | Brazilia (BRA)              | 4  | 7  |
| 10    | Elveția (SUI)               | 8  | 2  |
| 10    | Japonia (JPN)               | 4  | 6  |
| 9     | Portugalia (POR)            | 4  | 5  |
| 9     | Mexic (MEX)                 | 0  | 9  |
| 7     | Belgia (BEL)                | 2  | 5  |
| 7     | Ecuador (ECU)               | 2  | 5  |
| 7     | Ucraina (UKR)               | 2  | 5  |
| 6     | Taipeiul Chinez (TPE)       | 4  | 2  |
| 6     | Polonia (POL)               | 1  | 5  |
| 5     | China (CHN)                 | 5  | 0  |
| 5     | Slovacia (SVK)              | 3  | 2  |
| 5     | Monaco (MON)                | 1  | 4  |
| 5     | Filipine (PHI)              | 0  | 5  |
| 4     | Ungaria (HUN)               | 4  | 0  |
| 4     | Canada (CAN)                | 3  | 1  |
| 4     | Serbia (SRB)                | 2  | 2  |
| 4     | Finlanda (FIN)              | 1  | 3  |
| 4     | Coreea de Sud (KOR)         | 1  | 3  |
| 4     | Jamaica (JAM)               | 0  | 4  |
| 4     | România (ROU)               | 0  | 4  |
| 3     | Bolivia (BOL)               | 1  | 2  |
| 3     | Kazahstan (KAZ)             | 1  | 2  |
| 3     | Peru (PER)                  | 1  | 2  |
| 3     | Uzbekistan (UZB)            | 1  | 2  |
| 3     | Grecia (GRE)                | 0  | 3  |
| 2     | Croația (CRO)               | 2  | 0  |
| 2     | Bosnia și Herțegovina (BIH) | 1  | 1  |
| 2     | Danemarca (DEN)             | 1  | 1  |
| 2     | Turcia (TUR)                | 1  | 1  |
| 2     | Norvegia (NOR)              | 0  | 2  |
| 2     | Suedia (SWE)                | 0  | 2  |
| 2     | Tunisia (TUN)               | 0  | 2  |
| 2     | Venezuela (VEN)             | 0  | 2  |
| 1     | Republica Moldova (MDA)     | 1  | 0  |
| 1     | Rusia (RUS)                 | 1  | 0  |
| 1     | Chile (CHI)                 | 0  | 1  |
| 1     | Noua Zeelandă (NZL)         | 0  | 1  |
| 1     | Uruguay (URU)               | 0  | 1  |
| 1     | Zimbabwe (ZIM)              | 0  | 1  |

## Distribuția punctelor
Punctele se acordă după cum urmează::
| Categorie turneu | Simplu | Simplu | Simplu | Simplu | Simplu | Simplu | Simplu | Simplu | Simplu | Dublu | Dublu | Dublu | Dublu | Dublu |
| Categorie turneu | C      | F      | SF     | QF     | R16    | R32    | Q      | Q2     | Q1     | C     | F     | SF    | QF    | R16   |
| ---------------- | ------ | ------ | ------ | ------ | ------ | ------ | ------ | ------ | ------ | ----- | ----- | ----- | ----- | ----- |
| Challenger 125   | 125    | 75     | 45     | 25     | 11     | 0      | 5      | 2      | 0      | 125   | 75    | 45    | 25    | 0     |
| Challenger 110   | 110    | 65     | 40     | 22     | 10     | 0      | 5      | 2      | 0      | 110   | 65    | 40    | 22    | 0     |
| Challenger 100   | 100    | 60     | 36     | 20     | 9      | 0      | 5      | 2      | 0      | 100   | 60    | 36    | 20    | 0     |
| Challenger 90    | 90     | 55     | 33     | 18     | 8      | 0      | 5      | 2      | 0      | 90    | 55    | 33    | 18    | 0     |
| Challenger 80    | 80     | 50     | 30     | 16     | 7      | 0      | 4      | 2      | 0      | 80    | 50    | 30    | 16    | 0     |
| Challenger 50    | 50     | 30     | 17     | 9      | 4      | 0      | 3      | 1      | 0      | 50    | 30    | 17    | 9     | 0     |

## See also
- Circuitul ATP 2022
- Turnee WTA 125 2022